# Musikjahr 1990
Liste der Musikjahre

◄◄ | ◄ | 1986 | 1987 | 1988 | 1989 | Musikjahr 1990 | 1991 | 1992 | 1993 | 1994 | ► | ►►

Weitere Ereignisse · Country-Musik
Dieser Artikel behandelt das Musikjahr 1990.
Zu den erfolgreichsten Künstlern gehörte Phil Collins. Sein viertes Album …But Seriously, das Ende 1989 erschienen war, war in mindestens 22 Ländern auf Platz eins der Albumcharts und brachte mehrere Hitsingles hervor, darunter Another Day in Paradise. Auch in Deutschland war es das erfolgreichste Album. Hierzulande war Verdammt, ich lieb’ Dich von Matthias Reim die erfolgreichste Single – in der Schweiz kam sie auf Platz zwei, nur Nothing Compares 2 U von Sinéad O’Connor war hier erfolgreicher.

## Ereignisse

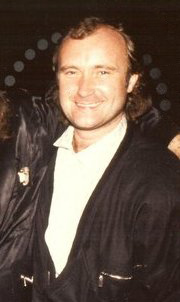
Phil Collins (hier in den 1980er-Jahren) gelang mit …But Seriously ein Nummer-eins-Erfolg in 22 Ländern

### Populäre Musik und Jazz
- 08. Januar: Sinéad O’Connor bringt Nothing Compares 2 U heraus, das im Original von Prince geschrieben und gesungen wurde.
- 06. Februar: Billy Idol hat einen schweren Motorradunfall und erleidet viele Knochenbrüche. Durch den Unfall kann er zwei Filmrollen nicht oder nur teilweise spielen: Die in Film The Doors von Oliver Stone wird stark reduziert, und die als T-1000 in Terminator 2: Judgment Day wird neu besetzt.
- 21. Februar: Bei den Grammy Awards 1990 in Los Angeles gewinnt Bette Midler in zwei Hauptkategorien, Bonnie Raitt in einer weiteren. Der an Milli Vanilli vergebene Grammy als Best New Artist wird später widerrufen.
- 26. Februar: Phil Collins startet im japanischen Nagoya seine Seriously Live! World Tour.
- 04. März: Der britische Singer-Songwriter David Bowie startet in Quebec City seine Sound+Vision Tour.
- 05. März: Die Wildecker Herzbuben veröffentlichen ihren Titel Herzilein
- 19. März: Andrew Wood, Sänger von Mother Love Bone, verstirbt, nachdem er drei Tage zuvor im komatösen Zustand nach Drogenkonsum in seinem Haus aufgefunden wurde. Zwei der verbliebenen Mitmusiker veröffentlichen 1991 mit seinem Mitbewohner Chris Cornell (Soundgarden) als Temple of the Dog ein ihm gewidmetes Album, die Band Pearl Jam wird noch 1990 von zwei seiner Bandkollegen gegründet, womit sich eine der wichtigsten Keimzellen des Grunge formierte.
- 23. März: Die britisch-US-amerikanische Rockband Fleetwood Mac startet in Brisbane ihre Behind the Mask Tour. Die Tournee endet nach 101 Konzerten am 7. Dezember 1990 in Inglewood.
- 23. März: Beim Deutschen Jazzfestival präsentieren sich Steve Coleman, Greg Osby und Cassandra Wilson mit weiteren Musikern als M-Base-Kollektiv.
- 13. April: In Chiba, Japan, startet Madonnas Blond Ambition Tour, die bis zum 13. August weltweit 57 Konzerte umfasst.
- 27. April: Tina Turner startet in Antwerpen ihre Foreign Affair: The Farewell Tour. Die Tournee endet nach insgesamt 121 Konzerten am 4. November 1990 in Rotterdam.
- 05. Mai: Toto Cutugno gewinnt in Zagreb mit dem Lied Insieme: 1992 für Italien die 35. Auflage des Eurovision Song Contest.
- 28. Mai: Die britische Synthie-Pop-/Synth-Rock-Band Depeche Mode startet in Pensacola ihre World Violation Tour. Die Tournee endet am 27. November 1990 nach 88 Konzerten in Birmingham.
- 30. Juni: In Knebworth findet ein Benefiz-Konzert zugunsten der Nordoff/Robbins Charity Organization statt, die Musiktherapien für Kinder mit psychischen, physischen oder Entwicklungsstörungen ermöglicht. Bei dieser Veranstaltung wirken Tears for Fears, Status Quo, Cliff Richard & The Shadows, Robert Plant, Phil Collins, Genesis, Eric Clapton, die Dire Straits, Elton John, Paul McCartney und Pink Floyd mit.
- 14. Juli: Ein Konzert von Jean Michel Jarre in Paris la Défense wird von geschätzten 2,5 Millionen Zuschauern gesehen.
- 14./15. Juli: Im Rahmen seiner Seriously Live! World Tour gastiert Phil Collins zweimal in der ausverkauften Berliner Waldbühne. Der zweite Auftritt wird live in den dritten Programmen der ARD übertragen und für Collins’ offizielles Konzertvideo Seriously Live in Berlin mitgeschnitten.
- 21. Juli: Roger Waters und viele weitere Künstler führen Pink Floyds The Wall in Berlin auf, um den Fall der Berliner Mauer acht Monate zuvor zu würdigen. Die Scorpions, Cyndi Lauper, Thomas Dolby, Sinéad O’Connor, The Band und Bryan Adams treten ebenfalls auf.
- 24. August: Das Wacken Open Air, später Europas größtes Metal-Festival, findet zum ersten Mal statt.
- 22. September: In Genk, Belgien, startet mit der Tour Clash of the Titans, die bis zum 14. Juni 1991 dauert und bei der Bands wie Slayer oder Megadeth auftreten, eine der erfolgreichsten Metal-Tourneen.
- 27. August: Gitarrist Stevie Ray Vaughan stirbt im Alter von 35 Jahren bei einem Hubschrauberabsturz nach einem Konzert im Alpine Valley Music Theatre in East Troy, Wisconsin.
- 16. Oktober: Paul Simons Album The Rhythm of the Saints erscheint; es wird zunächst kontrovers diskutiert und wegen der Nutzung brasilianischer Rhythmen teilweise als „Kulturimperialismus“ kritisiert.
- 06. November: Madonna bringt ihre Single Justify My Love heraus; das zugehörige kontrovers aufgenommene Musikvideo wird von MTV nicht gespielt.
- 14. November: Der Skandal um das Popduo Milli Vanilli nimmt seinen Lauf: Nachdem bereits zuvor bei einem Auftritt in den USA das Playbackband stehengeblieben war und dies die fehlenden Gesangsfähigkeiten der Interpreten enthüllt hatte, gab Produzent Frank Farian zwei Wochen nach einem Auftritt des Duos bei Wetten, dass..? zu, dass die beiden Tänzer eigentlich gar nicht singen können.
- 20. November: Ein Besucher eines Queensrÿche-Konzerts wird im belgischen Ichtegem nach einem Handgemenge erstochen.
- Der Verband der Phonographischen Industrie erkennt der Hamburger Band Helloween die Goldenen Schallplatten für die Alben Keeper of the Seven Keys Part 1 und Keeper of the Seven Keys Part 2 ab.
- GWAR brechen ihre laufende US-Tour nach dem Ausstieg des Gitarristen Balzac ab.
- Die britische Boyband Take That wird gegründet und avanciert zur erfolgreichsten britischen Boyband aller Zeiten.
- George Russell, Cecil Taylor und Gerald Wilson werden mit der NEA Jazz Masters Fellowship ausgezeichnet.

### Klassische Musik und Musiktheater
- 01. Januar: Beim diesjährigen Neujahrskonzert der Wiener Philharmoniker, das zugleich zum 50. Mal stattfand, ist erstmals Zubin Mehta der Dirigent.
- 21. Januar: Im Kleinen Haus der Württembergischen Staatstheater in Stuttgart wird das abendfüllende Handlungsballett Medea von John Neumeier (Choreografie und Libretto) vom Stuttgarter Ballett uraufgeführt.
- 23. April: Die Oper Julia von Rudolf Kelterborn (Musik) mit einem Libretto von David Freeman und Rudolf Kelterborn wird am Theater Gessnerallee in Zürich uraufgeführt.
- 28. April: Nach 6237 Vorstellungen wird die Aufführungsserie des Musicals A Chorus Line am Broadway beendet. Es ist damit zu diesem Zeitpunkt das am längsten gelaufene Broadway-Musical aller Zeiten.
- 05. Mai: Uraufführung des musikalischen Dramas Das verratene Meer von Hans Werner Henze mit dem Libretto von Hans-Ulrich Treichel nach dem Roman Gogo no Eiko von Mishima Yukio an der Deutschen Oper in Berlin.
- 25. Mai: Uraufführung des geistlichen Chorwerkes The Beatitudes für gemischten Chor (SATB) und Orgel von Arvo Pärt in der Berliner Nathanael-Kirche durch das Theatre of Voices unter der Leitung von Paul Hillier und dem Organisten Christopher Bowers-Broadbent.
- 07. Juli: In den Caracalla-Thermen in Rom geben Die drei Tenöre ihr erstes Konzert.
- 30. Oktober: Uraufführung der Oper Tulifant von Gottfried von Einem in Wien
- 18. Dezember: Das Musical Assassins von Stephen Sondheim wird am Playwrights Horizons in New York uraufgeführt.
- Das Magnificat von John Rutter wird vollendet.
- Juri Khanon vollendet sein abendfüllendes Ballett Der Chagrinknochen.

### Film
- 28. März: In Frankreich läuft erstmals der Film Cyrano von Bergerac, der viele Auszeichnungen erhalten wird. Die Filmmusik von Jean-Claude Petit wird bei den BAFTA Awards 1992 und den Césars 1991 ausgezeichnet.
- 01. November: Der Prince-Film Graffiti Bridge – The Motion Picture kommt in die US-Kinos und entwickelt sich zu einem kommerziellen Misserfolg.
- Ballerina – US-amerikanisches Tanzdrama von Ted Mather

## Musikcharts

### Deutschland
| Singles                                       | Position | Alben                                            |
| --------------------------------------------- | -------- | ------------------------------------------------ |
|                                               |          |                                                  |
| Verdammt, ich lieb’ Dich Matthias Reim        | 1        | …But Seriously Phil Collins                      |
| Nothing Compares 2 U Sinéad O’Connor          | 2        | I Do Not Want What I Haven’t Got Sinéad O’Connor |
| Another Day in Paradise Phil Collins          | 3        | Verschiedene Interpreten KuschelRock 3           |
| The Power Snap!                               | 4        | Storm Front Billy Joel                           |
| Ooops Up Snap!                                | 5        | Affection Lisa Stansfield                        |
| Tom’s Diner DNA feat. Suzanne Vega            | 6        | Reim Matthias Reim                               |
| I Promised Myself Nick Kamen                  | 7        | Foreign Affair Tina Turner                       |
| Kingston Town UB40                            | 8        | In ogni senso Eros Ramazzotti                    |
| Infinity (1990s… Time for the Guru) Guru Josh | 9        | Halleluja Westernhagen                           |
| Enjoy the Silence Depeche Mode                | 10       | Violator Depeche Mode                            |

Die längsten Nummer-eins-Singles
Lieder, die die meiste Zeit während eines anderen Jahres auf Platz eins der Charts verbrachten, werden hier nicht aufgeführt.
1. Matthias Reim – Verdammt, ich lieb’ Dich (16 Wochen)
2. Sinéad O’Connor – Nothing Compares 2 U (11 Wochen)
3. DNA & Suzanne Vega – Tom’s Diner; Enigma – Sadeness (Part I) (jeweils 7 Wochen)

Die längsten Nummer-eins-Alben
Alben, die die meiste Zeit während eines anderen Jahres auf Platz eins der Charts verbrachten, werden hier nicht aufgeführt.
1. Phil Collins – …But Seriously (13 Wochen)
2. Sinéad O’Connor – I Do Not Want What I Haven’t Got (10 Wochen)
3. Verschiedene Interpreten – Pretty Woman (Soundtrack); Herbert Grönemeyer – Luxus (jeweils 6 Wochen)

Alle Nummer-eins-Hits und die Hits des Jahres

### Österreich
| Singles                                               | Position | Alben                                            |
| ----------------------------------------------------- | -------- | ------------------------------------------------ |
|                                                       |          |                                                  |
| Verdammt, ich lieb’ Dich Matthias Reim                | 1        | Neppomuk’s Rache Erste Allgemeine Verunsicherung |
| Nothing Compares 2 U Sinéad O’Connor                  | 2        | …But Seriously Phil Collins                      |
| I Promised Myself Nick Kamen                          | 3        | I Do Not Want What I Haven’t Got Sinéad O’Connor |
| Ooops Up Snap!                                        | 4        | Foreign Affair Tina Turner                       |
| I Can’t Stand It Twenty 4 Seven feat. Capt. Hollywood | 5        | Feuer im ewigen Eis Kastelruther Spatzen         |
| Black Velvet Alannah Myles                            | 6        | Pretty Woman Soundtrack                          |
| Ding Dong Erste Allgemeine Verunsicherung             | 7        | Reim Matthias Reim                               |
| What’s a Woman? Vaya Con Dios                         | 8        | Affection Lisa Stansfield                        |
| Infinity (1990’s... Time for the Guru) Guru Josh      | 9        | Night Owls Vaya Con Dios                         |
| It Must Have Been Love Roxette                        | 10       | Look Sharp! Roxette                              |

Die längsten Nummer-eins-Singles
Lieder, die die meiste Zeit während eines anderen Jahres auf Platz 1 der Charts verbrachten, werden hier nicht aufgeführt.
1. Matthias Reim – Verdammt, ich lieb’ Dich (12 Wochen)
2. Sinéad O’Connor – Nothing Compares 2 U (8 Wochen)
3. Lisa Stansfield – All Around the World; Nick Kamen – I Promised Myself (jeweils 6 Wochen)

Die längsten Nummer-eins-Alben
Alben, die die meiste Zeit während eines anderen Jahres auf Platz eins der Charts verbrachten, werden hier nicht aufgeführt.
1. Erste Allgemeine Verunsicherung – Neppomuk’s Rache (14 Wochen)
2. Phil Collins – …But Seriously (9 Wochen)
3. Sinéad O’Connor – I Do Not Want What I Haven’t Got (7 Wochen)

Alle Nummer-eins-Hits und die Hits des Jahres

### Schweiz
| Singles                                             | Position | Alben                                            |
| --------------------------------------------------- | -------- | ------------------------------------------------ |
|                                                     |          |                                                  |
| Nothing Compares 2 U Sinéad O’Connor                | 1        | I Do Not Want What I Haven’t Got Sinéad O’Connor |
| Verdammt, ich lieb’ Dich Matthias Reim              | 2        | Night Owls Vaya Con Dios                         |
| I Promised Myself Nick Kamen                        | 3        | In ogni senso Eros Ramazzotti                    |
| I Can’t Stand It Twenty 4 Seven                     | 4        | Alannah Myles                                    |
| It Must Have Been Love Roxette                      | 5        | Foreign Affair Tina Turner                       |
| Un’estate italiana Edoardo Bennato & Gianna Nannini | 6        | … But Seriously Phil Collins                     |
| What’s a Woman? Vaya Con Dios                       | 7        | Still Got the Blues Gary Moore                   |
| Ooops Up Snap!                                      | 8        | Reim Matthias Reim                               |
| The Power Snap!                                     | 9        | Joe Cocker Live Joe Cocker                       |
| Black Velvet Alannah Myles                          | 10       | World Power Snap!                                |

Die längsten Nummer-eins-Singles
Lieder, die die meiste Zeit während eines anderen Jahres auf Platz 1 der Charts verbrachten, werden hier nicht aufgeführt.
1. Matthias Reim – Verdammt, ich lieb’ Dich (13 Wochen)
2. Sinéad O’Connor – Nothing Compares 2 U (10 Wochen)
3. Londonbeat – I’ve Been Thinking About You (6 Wochen)

Die längsten Nummer-eins-Alben
Alben, die die meiste Zeit während eines anderen Jahres auf Platz eins der Charts verbrachten, werden hier nicht aufgeführt.
1. Phil Collins – …But Seriously (12 Wochen)
2. Matthias Reim – Reim (10 Wochen)
3. Sinéad O’Connor – I Do Not Want What I Haven’t Got; Alannah Myles – Alannah Myles (jeweils 7 Wochen)

Alle Nummer-eins-Hits und die Hits des Jahres

### Vereinigtes Königreich
| Singles                                                  | Position | Alben                                                         |
| -------------------------------------------------------- | -------- | ------------------------------------------------------------- |
|                                                          |          |                                                               |
| Unchained Melody The Righteous Brothers                  | 1        | The Immaculate Collection Madonna                             |
| Nothing Compares 2 U Sinéad O’Connor                     | 2        | In Concert José Carreras, Plácido Domingo & Luciano Pavarotti |
| Sacrifice / Healing Hands Elton John                     | 3        | The Essential Pavarotti Luciano Pavarotti                     |
| Killer Adamski                                           | 4        | Only Yesterday – The Greatest Hits Carpenters                 |
| Ice Ice Baby Vanilla Ice                                 | 5        | The Very Best of Elton John Elton John                        |
| Show Me Heaven Maria McKee                               | 6        | Listen Without Prejudice Vol. 1 George Michael                |
| Dub Be Good to Me Beats International feat. Lindy Layton | 7        | I Do Not Want What I Haven’t Got Sinéad O’Connor              |
| Vogue Madonna                                            | 8        | Volume II (1990 A New Decade) Soul II Soul                    |
| World in Motion Englandneworder                          | 9        | Soul Provider Michael Bolton                                  |
| The Power SNAP!                                          | 10       | Step by Step New Kids on the Block                            |

Die längsten Nummer-eins-Singles
Lieder, die die meiste Zeit während eines anderen Jahres auf Platz 1 der Charts verbrachten, werden hier nicht aufgeführt.
1. Elton John – Sacrifice / Healing Hands (5 Wochen)
2. Sinéad O’Connor – Nothing Compares 2 U; Beats International feat. Lindy Layton – Dub Be Good to Me; Madonna – Vogue; Adamski – Killer; Partners in Kryme – Turtle Power; Maria McKee – Show Me Heaven; The Righteous Brothers – Unchained Melody; Vanilla Ice – Ice Ice Baby (jeweils 4 Wochen)
3. Bombalurina – Itsy Bitsy Teenie Weenie Yellow Polka Dot Bikini (3 Wochen)

Die längsten Nummer-eins-Alben
Alben, die die meiste Zeit während eines anderen Jahres auf Platz eins der Charts verbrachten, werden hier nicht aufgeführt.
1. Phil Collins – …But Seriously (10 Wochen)
2. Carpenters – Only Yesterday – The Greatest Hits (7 Wochen)
3. Madonna – The Immaculate Collection (6 Wochen)

Alle Nummer-eins-Hits und die Hits des Jahres

### Vereinigte Staaten
Die längsten Nummer-eins-Singles
Lieder, die die meiste Zeit während eines anderen Jahres auf Platz 1 der Charts verbrachten, werden hier nicht aufgeführt.
1. Sinéad O’Connor – Nothing Compares 2 U; Mariah Carey – Vision of Love; Stevie B – Because I Love You (The Postman Song) (jeweils 4 Wochen)
2. Phil Collins – Another Day in Paradise; Michael Bolton – How Am I Supposed to Live Without You; Paula Abdul with The Wild Pair – Opposites Attract; Janet Jackson – Escapade; Madonna – Vogue; New Kids On The Block – Step by Step; Mariah Carey – Love Takes Time (jeweils 3 Wochen)

Alle weiteren Lieder waren entweder eine oder zwei Wochen auf Platz 1 gelistet.
Die längsten Nummer-eins-Alben
Alben, die die meiste Zeit während eines anderen Jahres auf Platz eins der Charts verbrachten, werden hier nicht aufgeführt.
1. MC Hammer – Please Hammer, Don’t Hurt ’Em (21 Wochen)
2. Paula Abdul – Forever Your Girl (10 Wochen)
3. Vanilla Ice – To the Extreme (7 Wochen)

Alle Nummer-eins-Hits und die Hits des Jahres

### Charts in weiteren Ländern
Siehe auch: Nummer-eins-Hits 1990 in  Australien, Belgien, Dänemark, Deutschland, Finnland, Frankreich, Irland, Italien, Japan, Kanada, Neuseeland, den Niederlanden, Norwegen, Österreich, Schweden, der Schweiz, Spanien, Ungarn, den Vereinigten Staaten und im Vereinigten Königreich.

## Musikpreise und Ehrungen

### Grammy Awards 1990
Single des Jahres (Record of the Year):
- Wind Beneath My Wings von Bette Midler

Album des Jahres (Album of the Year):
- Nick of Time von Bonnie Raitt

Song des Jahres (Song of the Year):
- Wind Beneath My Wings von Bette Midler (Autoren: Jeff Silbar, Larry Henley)

Bester neuer Künstler (Best New Artist):
- Milli Vanilli (widerrufen)

### Oscar 1990

#### Beste Filmmusik
Alan Menken – Arielle, die Meerjungfrau (The Little Mermaid)
Dave Grusin – Die fabelhaften Baker Boys (The Fabulous Baker Boys)
James Horner – Feld der Träume (Field of Dreams)
John Williams – Geboren am 4. Juli (Born on the Fourth of July)
John Williams – Indiana Jones und der letzte Kreuzzug (Indiana Jones and the Last Crusade)

#### Bester Song
„Under the Sea“ aus Arielle, die Meerjungfrau (The Little Mermaid) – Howard Ashman, Alan Menken
„After All“ aus Ein himmlischer Liebhaber (Chances Are) – Dean Pitchford, Tom Snow
„The Girl Who Used to Be Me“ aus Shirley Valentine – Auf Wiedersehen, mein lieber Mann (Shirley Valentine) – Alan Bergman, Marilyn Bergman, Marvin Hamlisch
„I Love to See You Smile“ aus Eine Wahnsinnsfamilie (Parenthood) – Randy Newman
„Kiss the Girl“ aus Arielle, die Meerjungfrau (The Little Mermaid) – Alan Menken, Howard Ashman

#### Beste Tonmischung
Donald O. Mitchell, Gregg Rudloff, Elliot Tyson, Russell Williams II – Glory
Don J. Bassman, Kevin F. Cleary, Lee Orloff, Richard Overton – Abyss – Abgrund des Todes (The Abyss)
Ben Burtt, Tony Dawe, Shawn Murphy, Gary Summers – Indiana Jones und der letzte Kreuzzug (Indiana Jones and the Last Crusade)
Tod A. Maitland, Michael Minkler, Wylie Stateman, Gregory H. Watkins – Geboren am 4. Juli (Born on the Fourth of July)
Donald O. Mitchell, Kevin O’Connell, Greg P. Russell, Keith A. Wester – Black Rain

#### Bester Tonschnitt
Ben Burtt, Richard Hymns – Indiana Jones und der letzte Kreuzzug (Indiana Jones and the Last Crusade)
Milton C. Burrow, William L. Manger – Black Rain
Robert G. Henderson, Alan Robert Murray – Lethal Weapon 2 – Brennpunkt L.A. (Lethal Weapon 2)

### Musikwettbewerbe
Eurovision Song Contest
1. Toto Cutugno: Insieme: 1992
2. Joëlle Ursull: White and Black Blues
3. Liam Reilly: Somewhere in Europe
4. Stjórnin: Eitt lag enn
5. Azúcar Moreno: Bandido

## Jahresbestenlisten

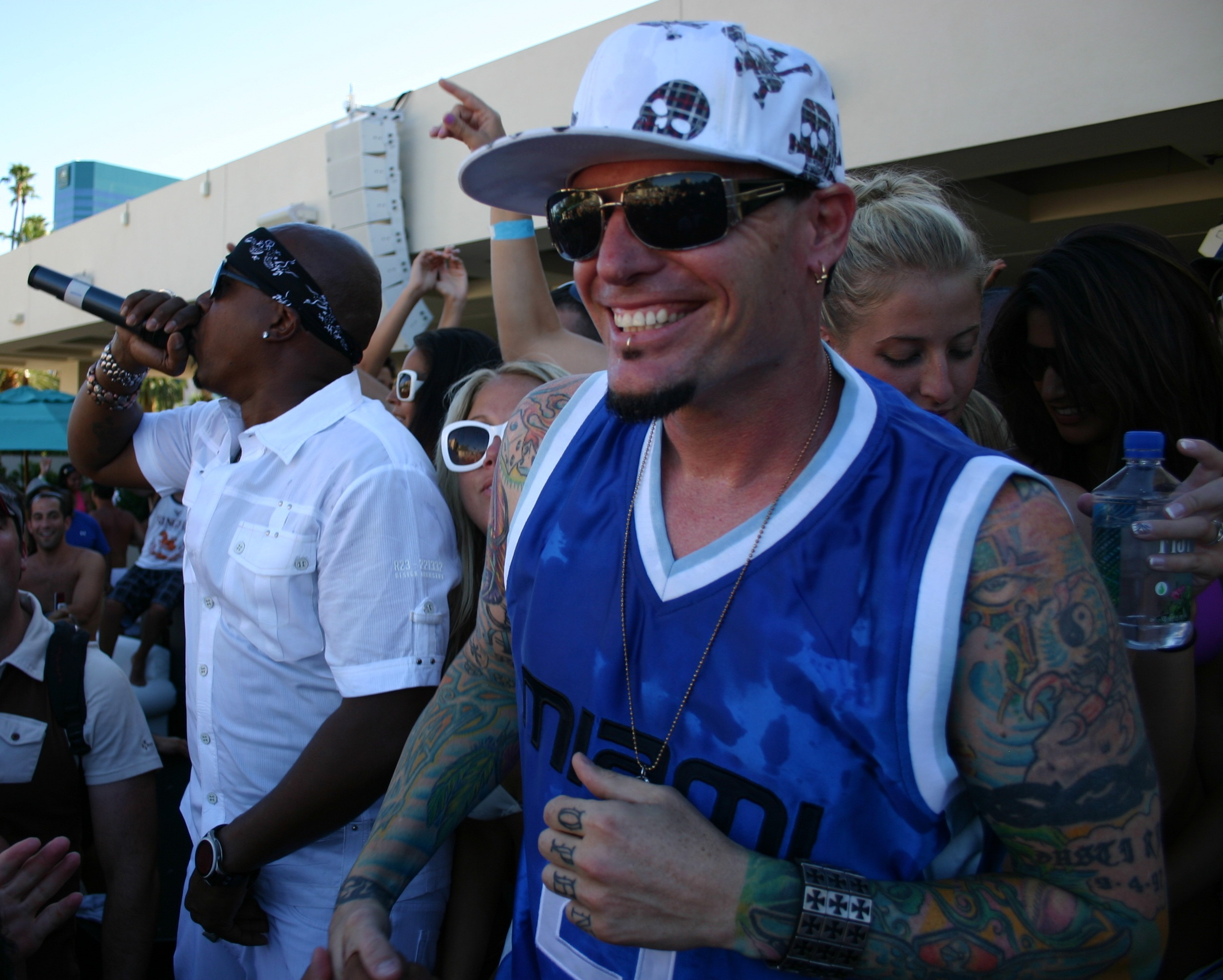
MC Hammer und Vanilla Ice (hier 2009) erlangten 1990 ihren Durchbruch

### Popkultur
1. Phil Collins – Another Day in Paradise
2. Matthias Reim – Verdammt, ich lieb’ Dich
3. Guru Josh – Infinity (1990s… Time for the Guru)
4. Sinéad O’Connor – Nothing Compares 2 U
5. Roxette – It Must Have Been Love
6. MC Hammer – U Can’t Touch This
7. Wilson Phillips – Hold On
8. Vanilla Ice – Ice Ice Baby
9. Werner Wichtig – Pump ab das Bier
10. Calloway – I Wanna Be Rich

## Erstveranstaltungen
- Oper Burg Gars – österreichisches Opernfestival, das seit 1990 jährlich von Juli bis August in der Burgruine Gars in der gleichnamigen Marktgemeinde Gars am Kamp stattfindet

## Gründungen und Auflösungen

### Gründungen
- 21 Guns – AOR-/Hard-Rock-Band aus Los Angeles
- Alpensound – sechsköpfige deutsche Musikgruppe der volkstümlichen Musik aus dem oberbayerischen Ruhpolding
- Cold Water Flat – US-amerikanische Alternative-Rock-Band
- Die drei Tenöre – Gesangstrio aus den drei Opernsängern Plácido Domingo (* 1941), Luciano Pavarotti (1935–2007) und José Carreras (* 1946)
- ECO – in den 1990er-Jahren aktives Electro-Projekt
- Flying Circus – deutsche Rockband aus Grevenbroich
- Gosh – deutsch-französische Gruppe von Zirkuskünstlern und Rockmusikern
- Kammerchor Cantamus Halle – von der Dirigentin und Musikpädagogin Dorothea Köhler gegründeter Chor
- The New Power Generation – US-amerikanische Funk- und Soul Band, die von Prince gegründet wurde
- Thergothon – kurzlebige, aber einflussreiche Funeral-Doom-Band aus Turku, Finnland

### Auflösungen
- Kombinat Musikinstrumente – Kombinat in der Deutschen Demokratischen Republik mit Sitz in Plauen

## Neuveröffentlichungen (Auswahl)

### Lieder und Kompositionen
| Lied                                                | Text                                                                           | Musik                                                                          | Erstinterpret                   | Label                                 | Veröffentlichung   | Genre                    | Album                                                      | Weitere Informationen                                                                                      |
| --------------------------------------------------- | ------------------------------------------------------------------------------ | ------------------------------------------------------------------------------ | ------------------------------- | ------------------------------------- | ------------------ | ------------------------ | ---------------------------------------------------------- | --- |
| Alle Soldaten woll’n nach Haus                      | Reinhard Mey                                                                   | Reinhard Mey                                                                   | Reinhard Mey                    | Intercord                             | 1990               | Chanson, Liedermacher    | Farben                                                     | |
| Das Ende                                            | Oswald Henke                                                                   | Peter Seipt                                                                    | Goethes Erben                   | Danse Macabre                         | 1990               | Neue Deutsche Todeskunst | Der Spiegel, dessen Weg durch stumme Zeugen zum Ende führt | |
| Der Spiegel                                         | Oswald Henke                                                                   | Peter Seipt                                                                    | Goethes Erben                   | Danse Macabre                         | 1990               | Neue Deutsche Todeskunst | Der Spiegel, dessen Weg durch stumme Zeugen zum Ende führt | |
| Der Weg                                             | Oswald Henke                                                                   | Bruno Kramm                                                                    | Goethes Erben                   | Danse Macabre                         | 1990               | Neue Deutsche Todeskunst | Der Spiegel, dessen Weg durch stumme Zeugen zum Ende führt | |
| Ding Dong                                           | Eik Breit, Klaus Eberhartinger, Nino Holm, Günther Schönberger, Thomas Spitzer | Eik Breit, Klaus Eberhartinger, Nino Holm, Günther Schönberger, Thomas Spitzer | Erste Allgemeine Verunsicherung | EMI Columbia                          | 1. April 1990      | Synthiepop               | Neppomuk’s Rache                                           | |
| Einer geht um die Welt                              | Andy Beit, Klaus Eberhartinger, Nino Holm, Günther Schönberger, Thomas Spitzer | Andy Beit, Klaus Eberhartinger, Nino Holm, Günther Schönberger, Thomas Spitzer | Erste Allgemeine Verunsicherung | EMI Music                             | 21. Mai 1990       | Austropop                | Neppomuk’s Rache                                           | |
| Gottes Tod                                          | Stefan Ackermann                                                               | Bruno Kramm                                                                    | Das Ich                         |                                       | 1990               | Neue Deutsche Todeskunst | Satanische Verse                                           | |
| Hass und Liebe                                      | Heiko Daniel                                                                   | Heiko Daniel, Stefan Ashton Frank                                              | ECO                             | Teldec                                | 1990               | Electro                  |                                                            | |
| Herzilein                                           | Burkhard Lüdtke, Carola Lüdtke                                                 | Burkhard Lüdtke, Carola Lüdtke                                                 | Wildecker Herzbuben             | Hansa Musik Produktion                | 1990               | Volkstümlicher Schlager  | Herzilein                                                  | |
| I’m Checkin’ Out                                    | Shel Silverstein                                                               | Shel Silverstein                                                               | Meryl Streep                    |                                       | 1990               | Filmsong                 |                                                            | Lied für den Film Grüße aus Hollywood                                                                      |
| I’m Your Baby Tonight                               | Kenneth Edmonds, Antonio Reid                                                  | Kenneth Edmonds, Antonio Reid                                                  | Whitney Houston                 | Arista Records                        | 26. September 1990 | New Jack Swing           | I’m Your Baby Tonight                                      | |
| Inside Out                                          | Traveling Wilburys                                                             | Traveling Wilburys                                                             | Traveling Wilburys              | Wilbury, Warner Brothers              | 29. Oktober 1990   | Rock                     | Traveling Wilburys Vol. 3                                  | |
| Kain und Abel                                       | Stefan Ackermann                                                               | Bruno Kramm                                                                    | Das Ich                         |                                       | 1990               | Neue Deutsche Todeskunst | Satanische Verse                                           | |
| Put It There                                        | Paul McCartney                                                                 | Paul McCartney                                                                 | Paul McCartney                  |                                       | 5. Februar 1990    | Pop                      | Flowers in the Dirt                                        | |
| Right Here, Right Now                               | Mike Edwards                                                                   | Mike Edwards                                                                   | Jesus Jones                     | Food Records                          | 24. September 1990 | Madchester               | Doubt                                                      | |
| S’Muaterl                                           | Andy Beit, Klaus Eberhartinger, Nino Holm, Günther Schönberger, Thomas Spitzer | Andy Beit, Klaus Eberhartinger, Nino Holm, Günther Schönberger, Thomas Spitzer | Erste Allgemeine Verunsicherung | EMI Music                             | 21. Mai 1990       | Austropop                | Neppomuk’s Rache                                           | |
| Satanische Verse                                    |                                                                                |                                                                                | Das Ich                         |                                       | 1990               | Neue Deutsche Todeskunst |                                                            | Demoalbum                                                                                                  |
| Send Me an Angel                                    | Klaus Meine, Rudolf Schenker                                                   | Klaus Meine, Rudolf Schenker                                                   | Scorpions                       | Mercury Records, Vertigo Records      | 29. Oktober 1990   | Rock                     | Crazy World                                                | |
| She’s My Baby                                       | Traveling Wilburys                                                             | Traveling Wilburys                                                             | Traveling Wilburys              | Wilbury, Warner Brothers              | 29. Oktober 1990   | Rock                     | Traveling Wilburys Vol. 3                                  | |
| Somewhere over the Rainbow / What a Wonderful World | Harold Arlen, George Douglas, E. Y. Harburg, George David Weiss                | Harold Arlen, George Douglas, E. Y. Harburg, George David Weiss                | Israel Kamakawiwoʻole           |                                       | 1990               | Reggae-Pop, Weltmusik    | Ka ʻAnoʻi                                                  | |
| Sooner or Later (I Always Get My Man)               | Stephen Sondheim                                                               | Stephen Sondheim                                                               | Madonna                         | Sire Records, Warner Brothers Records | 1990               | Filmmusik                | I’m Breathless                                             | Ein für den Film Dick Tracy von Stephen Sondheim geschriebener Filmsong. Oscarverleihung 1991: Bester Song |
| Tempel                                              | Lisa „Lissy“ Mödl                                                              | Jörg „Jogy“ Wolfgram                                                           | Relatives Menschsein            | Danse Macabre                         | 1990               | Neue Deutsche Todeskunst | Moritat                                                    | |
| The First Time                                      | Bernard Jackson und Brian Simpson                                              | Bernard Jackson und Brian Simpson                                              | Surface                         |                                       | 1990               | Pop                      | 3 Deep                                                     | |
| Unbelievable                                        | EMF                                                                            | EMF                                                                            | EMF                             | EMI Records                           | 1990               | Rock, Pop                | Schubert Dip                                               | |
| Verflucht                                           | Lisa „Lissy“ Mödl                                                              | Jörg „Jogy“ Wolfgram                                                           | Relatives Menschsein            | Danse Macabre                         | 1990               | Neue Deutsche Todeskunst | Moritat                                                    | |
| Wilbury Twist                                       | Traveling Wilburys                                                             | Traveling Wilburys                                                             | Traveling Wilburys              | Wilbury, Warner Brothers              | 29. Oktober 1990   | Pop                      | Traveling Wilburys Vol. 3                                  | |
| Wir tanzen Lambada                                  | Norbert Hammerschmidt, Jack White                                              | Norbert Hammerschmidt, Jack White                                              | Andrea Jürgens                  | White Records                         | 1990               | Schlager                 | Küsse der Nacht                                            | |

### Alben
| Album                                                      | Interpret                                  | Label                                      | Veröffentlichung   | Genre                                           | Weitere Informationen |
| ---------------------------------------------------------- | ------------------------------------------ | ------------------------------------------ | ------------------ | ----------------------------------------------- | --------------------- |
| …And Then, There’s This!                                   | Jessica Williams                           | Timeless Records                           | 1990               | Jazz                                            |                       |
| Against the Grain                                          | Bad Religion                               | Epitaph Records                            | 23. November 1990  | Punkrock                                        |                       |
| Amarok                                                     | Mike Oldfield                              | Virgin Records                             | 14. Juni 1990      | Progressive Rock                                |                       |
| Beg to Differ                                              | Prong                                      | Epic Records                               | 12. März 1990      | Crossover-Thrash, Groove Metal                  |                       |
| Better Off Dead                                            | Sodom                                      | Steamhammer/SPV                            | 1. Oktober 1990    | Thrash Metal                                    |                       |
| Cause of Death                                             | Obituary                                   | Roadrunner Records                         | 19. September 1990 | Death Metal                                     |                       |
| Charmed Life                                               | Billy Idol                                 | Chrysalis Records                          | 2. Mai 1990        | Rock, Hard Rock, Punkrock, New Wave             |                       |
| Coma of Souls                                              | Kreator                                    | Noise Records                              | 19. Oktober 1990   | Thrash Metal                                    |                       |
| Cowboys from Hell                                          | Pantera                                    | Metal Magic                                | 24. Juli 1990      | Groove Metal, Thrash Metal                      |                       |
| Danzig II: Lucifuge                                        | Danzig                                     | Def American                               | 26. Juni 1990      | Heavy Metal, Bluesrock                          |                       |
| Data de Groove                                             | Falco                                      | Warner Music Group                         | 25. Mai 1990       | Pop, Rock                                       |                       |
| Deicide                                                    | Deicide                                    | Roadrunner Records                         | 25. Juni 1990      | Death Metal                                     | Debütalbum            |
| Der Spiegel, dessen Weg durch stumme Zeugen zum Ende führt | Goethes Erben                              | Danse Macabre                              | 1990               | Neue Deutsche Todeskunst                        | Demoalbum             |
| East of the Sun, West of the Moon                          | A-ha                                       | Warner Bros.                               | 22. Oktober 1990   | Pop-Rock, New Wave                              |                       |
| Eight (+3) Tristano Compositions 1989: For Warne Marsh     | Anthony Braxton                            | HatHut Records                             | 1990               | Jazz                                            |                       |
| Epitaph                                                    | Charles Mingus                             | Columbia Records                           | 1990               | Jazz                                            |                       |
| Facelift                                                   | Alice in Chains                            | Columbia Records/CBS                       | 21. August 1990    | Grunge                                          |                       |
| Fear of a Black Planet                                     | Public Enemy                               | Def Jam, Columbia Records                  | 10. April 1990     | Hip-Hop                                         |                       |
| Graffiti Bridge                                            | Prince                                     | Warner Bros. Records, Paisley Park Records | 20. August 1990    | Contemporary R&B, Electro Funk, Funk, Pop, Rock |                       |
| Hannes Wader singt Volkslieder                             | Hannes Wader                               | Mercury Records                            | 1990               | Volkslied, Liedermacher                         |                       |
| Harmony Corruption                                         | Napalm Death                               | Earache Records                            | 1. August 1990     | Grindcore                                       |                       |
| I Do Not Want What I Haven’t Got                           | Sinéad O’Connor                            | Ensign / Chrysalis                         | 12. März 1990      | Alternative Rock, Pop-Rock                      |                       |
| I’m Breathless                                             | Madonna                                    | Sire Records, Warner Brothers Records      | 21. Mai 1990       | Pop                                             | Soundtrack            |
| I’m Your Baby Tonight                                      | Whitney Houston                            | Arista Records                             | 6. November 1990   | Pop, Contemporary R&B                           |                       |
| Insieme: 1992                                              | Toto Cutugno                               | EMI Records                                | April 1990         | Pop                                             |                       |
| Leaf Palm Hand                                             | Cecil Taylor & Tony Oxley                  | FMP                                        | 1990               | Jazz                                            |                       |
| Left Hand Path                                             | Entombed                                   | Earache Records                            | 4. Juni 1990       | Death Metal                                     |                       |
| Lights… Camera… Revolution!                                | Suicidal Tendencies                        | Epic Records                               | 3. Juli 1990       | Thrash Metal, Crossover, Funk Metal             |                       |
| Live                                                       | Marius Müller-Westernhagen                 | WEA Records                                | 28. September 1990 | Pop, Deutschrock                                | Livealbum             |
| Lock Up the Wolves                                         | Dio                                        | Reprise Records, Vertigo Records           | 15. Mai 1990       | Heavy Metal                                     |                       |
| Lost Paradise                                              | Paradise Lost                              | Peaceville Records                         | 5. Februar 1990    | Death Doom                                      |                       |
| Love Moves                                                 | Kim Wilde                                  | MCA Records                                | 14. Mai 1990       | Rock                                            |                       |
| Mysterious Blues                                           | Charles Mingus                             | Candid Records                             | 1990               | Jazz                                            |                       |
| No Prayer for the Dying                                    | Iron Maiden                                | EMI                                        | 1. Oktober 1990    | Heavy Metal                                     |                       |
| Painkiller                                                 | Judas Priest                               | Columbia Records                           | 3. September 1990  | Heavy Metal, Speed Metal                        |                       |
| Paintings in Yellow                                        | Sandra                                     | Virgin Records                             | 26. März 1990      | Pop                                             |                       |
| Pornograffitti                                             | Extreme                                    | A&M Records                                | 7. August 1990     | Hard Rock, Funk Rock                            |                       |
| PoV                                                        | Peter Gabriel                              | Virgin Music Video, M.C.E.G.               | 1990               | Artrock, Progressive Rock, Pop, Worldbeat       | Videoalbum            |
| Purple Night                                               | Sun Ra                                     | A&M Records                                | 1990               | Jazz                                            |                       |
| Rust in Peace                                              | Megadeth                                   | Combat Records, Capitol Records            | 24. September 1990 | Thrash Metal                                    |                       |
| Seasons in the Abyss                                       | Slayer                                     | Def American                               | 9. Oktober 1990    | Thrash Metal                                    |                       |
| Slaves and Masters                                         | Deep Purple                                | RCA Records                                | 23. Oktober 1990   | Rock, Hardrock, AOR                             |                       |
| Souls of Black                                             | Testament                                  | Atlantic Records, Megaforce Records        | 9. Oktober 1990    | Thrash Metal                                    |                       |
| Spiritual Healing                                          | Death                                      | Combat Records, Under One Flag             | 16. Februar 1990   | Death Metal                                     |                       |
| Still Got the Blues                                        | Gary Moore                                 | Virgin Records                             | 26. März 1990      | Blues, Bluesrock                                |                       |
| Tales from the Twilight World                              | Blind Guardian                             | Virgin, EMI                                | 29. April 1990     | Power Metal, Speed Metal                        |                       |
| Tattooed Millionaire                                       | Bruce Dickinson                            | EMI Music                                  | 8. Mai 1990        | Heavy Metal                                     |                       |
| The Complete 12″ers Collection Vol. 1                      | Transvision Vamp                           | MCA Records                                | 25. Juni 1990      | Pop-Rock, Alternative Rock                      | Kompilation           |
| The Dark Tree                                              | Horace Tapscott                            | HatHut Records                             | 1990               | Jazz                                            |                       |
| The Immaculate Collection                                  | Madonna                                    | Sire Records, Warner Brothers Records      | 9. November 1990   | Pop                                             | Greatest Hits-Album   |
| The Life of a Trio: Saturday and Sunday                    | Paul Bley, Jimmy Giuffre und Steve Swallow | Owl                                        | 1990               | Jazz                                            |                       |
| The Razors Edge                                            | AC/DC                                      | Atco Records                               | 21. September 1990 | Hard Rock                                       |                       |
| Tyr                                                        | Black Sabbath                              | I.R.S. Records                             | 20. August 1990    | Heavy Metal                                     |                       |
| Under the Red Sky                                          | Bob Dylan                                  | Columbia Records                           | 10. September 1990 | Rock                                            |                       |
| Violator                                                   | Depeche Mode                               | Mute Records                               | 19. März 1990      | Synthie-Pop, Alternative Rock, New Wave         |                       |
| Vision Thing                                               | The Sisters of Mercy                       | East West Records                          | 22. Oktober 1990   | Gothic Rock, Hard Rock                          | Letztes Studioalbum   |

## Geboren

### Januar
- 07. Januar: Fernando Dente, argentinischer Moderator, Sänger und Schauspieler
- 08. Januar: Sopio Toroschelidse, georgische Sängerin und Komponistin
- 15. Januar: Lucry, deutscher Rapper
- 19. Januar: Fabian Römer, deutscher Rapper
- 22. Januar: Julieta Eugenio, argentinische Jazzmusikerin
- 27. Januar: Daniel Donskoy, deutscher Schauspieler, Regisseur, Theaterproduzent und Musiker

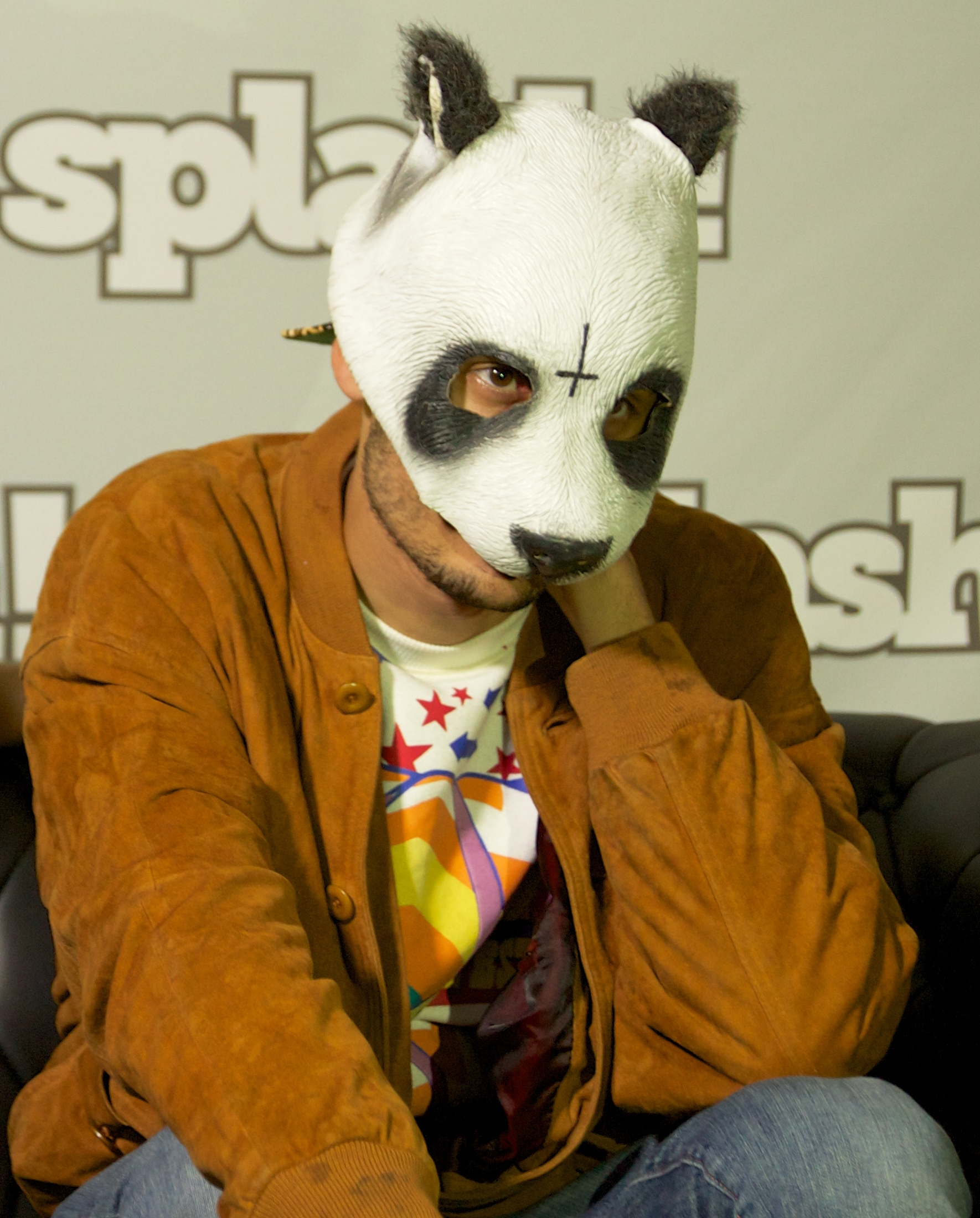
Cro; * 31. Januar

- 31. Januar: Cro, deutscher Rapper

### Februar
- 01. Februar: Herciana Matmuja, albanische Sängerin
- 02. Februar: Telly Tellz, deutscher Rapper
- 03. Februar: Atakan Çelik, türkischer Schauspieler und Sänger
- 03. Februar: Sean Kingston, US-amerikanischer Sänger
- 07. Februar: Anna Abreu, finnische Pop- und R&B-Sängerin
- 10. Februar: Choi Soo-young, südkoreanische Sängerin
- 11. Februar: Adelina Berisha, kosovarische Sängerin
- 12. Februar: Hailey Niswanger, US-amerikanische Jazzmusikerin

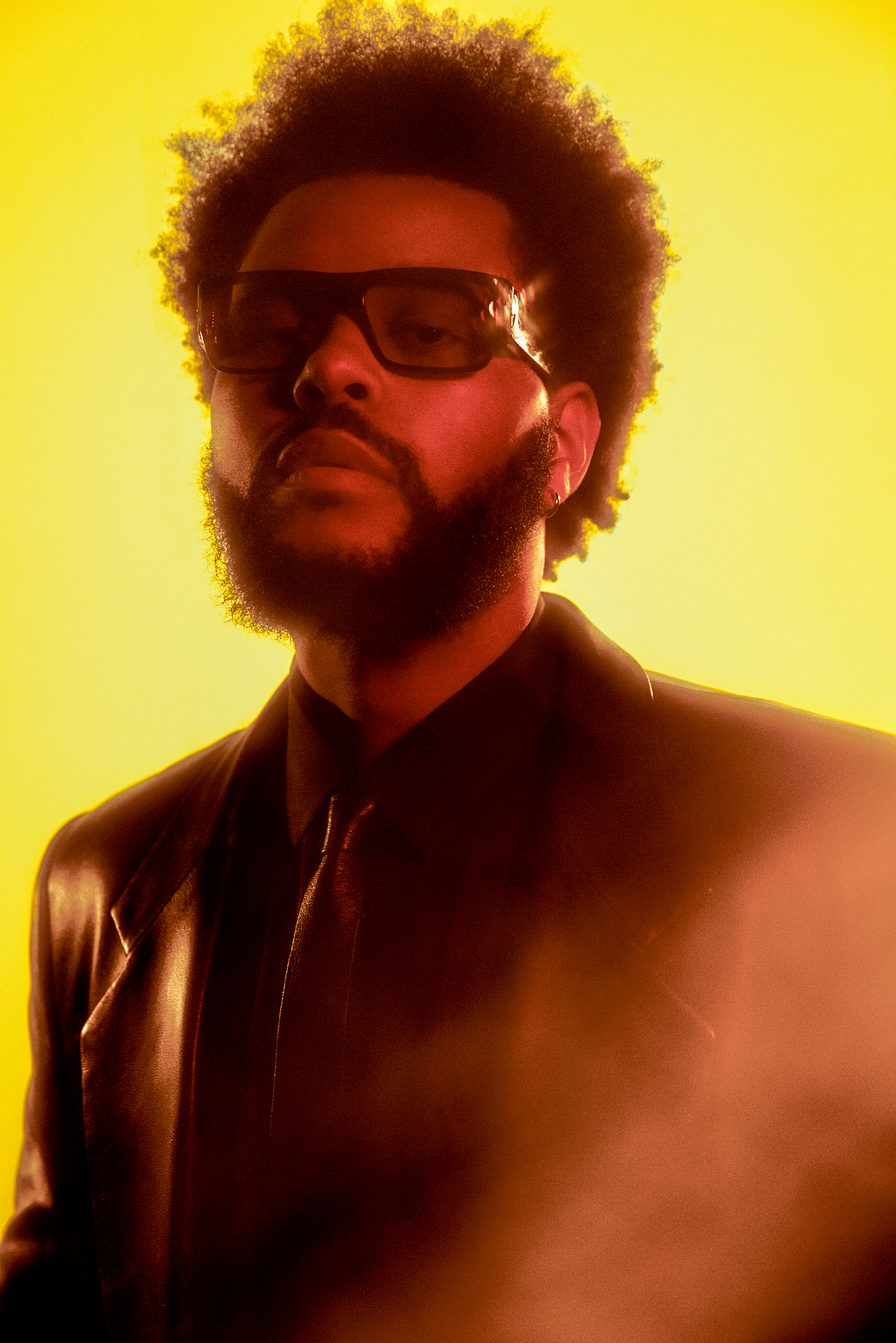
Abel Tesfaye (als The Weeknd; * 16. Februar)

- 16. Februar: The Weeknd, kanadischer Sänger
- 25. Februar: Naâman, französischer Singer-Songwriter († 2025)
- 27. Februar: Hanna Mall, deutsche Schauspielerin und Sängerin

### März
- 02. März: Niklas Liepe, deutscher Geiger
- 03. März: Monika Borzym, polnische Jazzmusikerin (Gesang, Komposition)
- 16. März: Fabian Arends, deutscher Jazzschlagzeuger und Komponist
- 19. März: Marena Whitcher, schweiz-amerikanische Multiinstrumentalistin und Komponistin
- 21. März: Mandy Capristo, deutsche Popsängerin
- 22. März: Lisa Mitchell, australische Singer-Songwriterin
- 29. März: Kasey Smith, irische Popsängerin
- 30. März: Cassie Scerbo, US-amerikanische Schauspielerin, Sängerin und Tänzerin

### April
- 01. April: PA Sports, deutscher Rapper
- 02. April: Joan Franka, niederländische Sängerin
- 03. April: Maciej Kądziela, polnischer Jazzmusiker
- 07. April: Mateusz Gawęda, polnischer Jazzmusiker
- 08. April: Freddie, ungarischer Sänger
- 08. April: Kim Jonghyun, südkoreanischer Sänger († 2017)

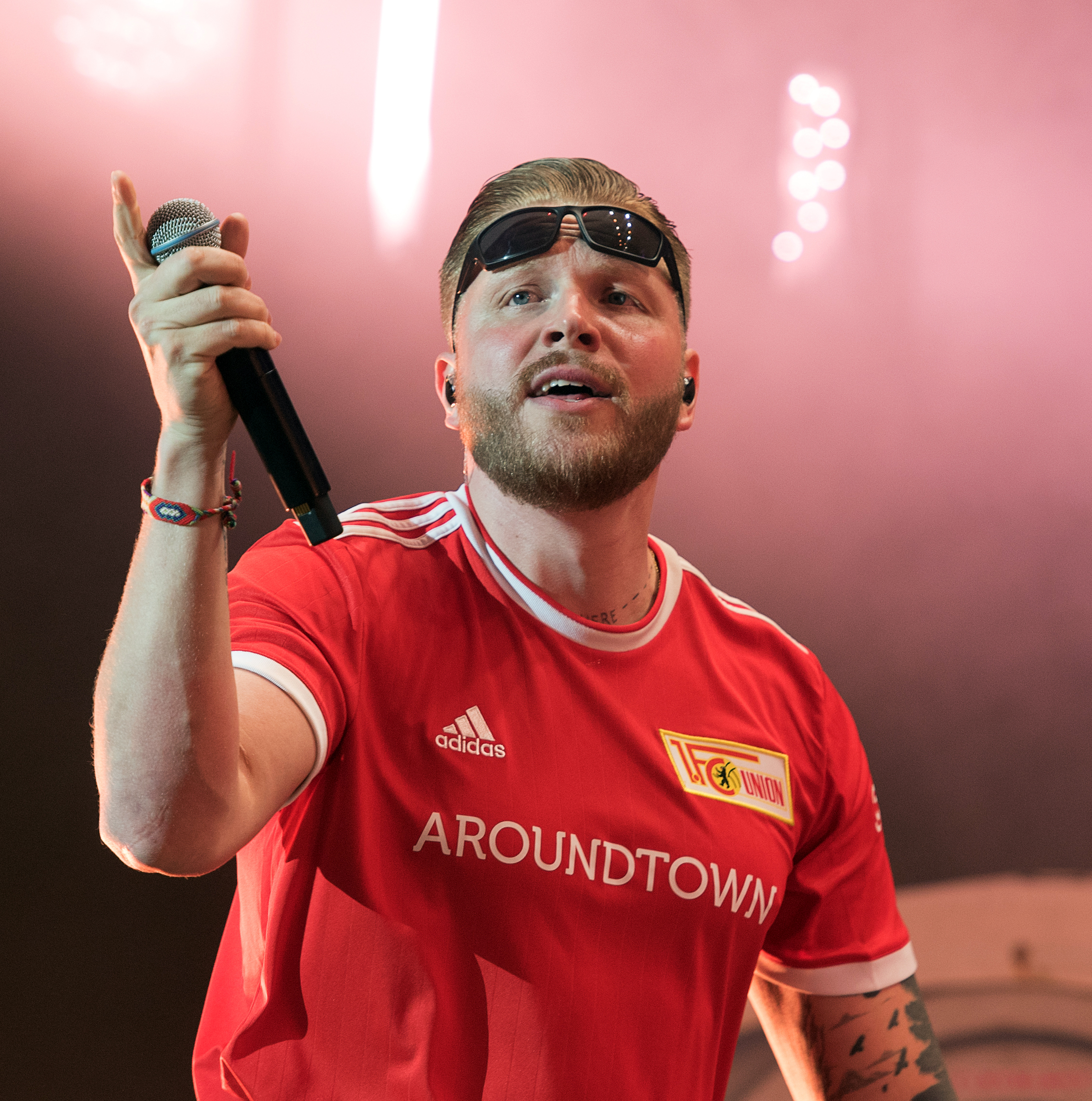
Finch; * 13. April

- 13. April: Finch, deutscher Musiker
- 16. April: Senta-Sofia Delliponti, deutsche Sängerin, Musicaldarstellerin und Schauspielerin
- 16. April: Jérémy Kapone, französischer Schauspieler, Songwriter
- 18. April: Martin Gasser, österreichischer Jazzmusiker
- 19. April: Kim Chiu, chinesisch-philippinische Schauspielerin und Sängerin
- 19. April: Karsu Dönmez, niederländisch-türkische Sängerin, Pianistin und Songwriterin
- 21. April: Susan O’Neill, irische Singer-Songwriterin

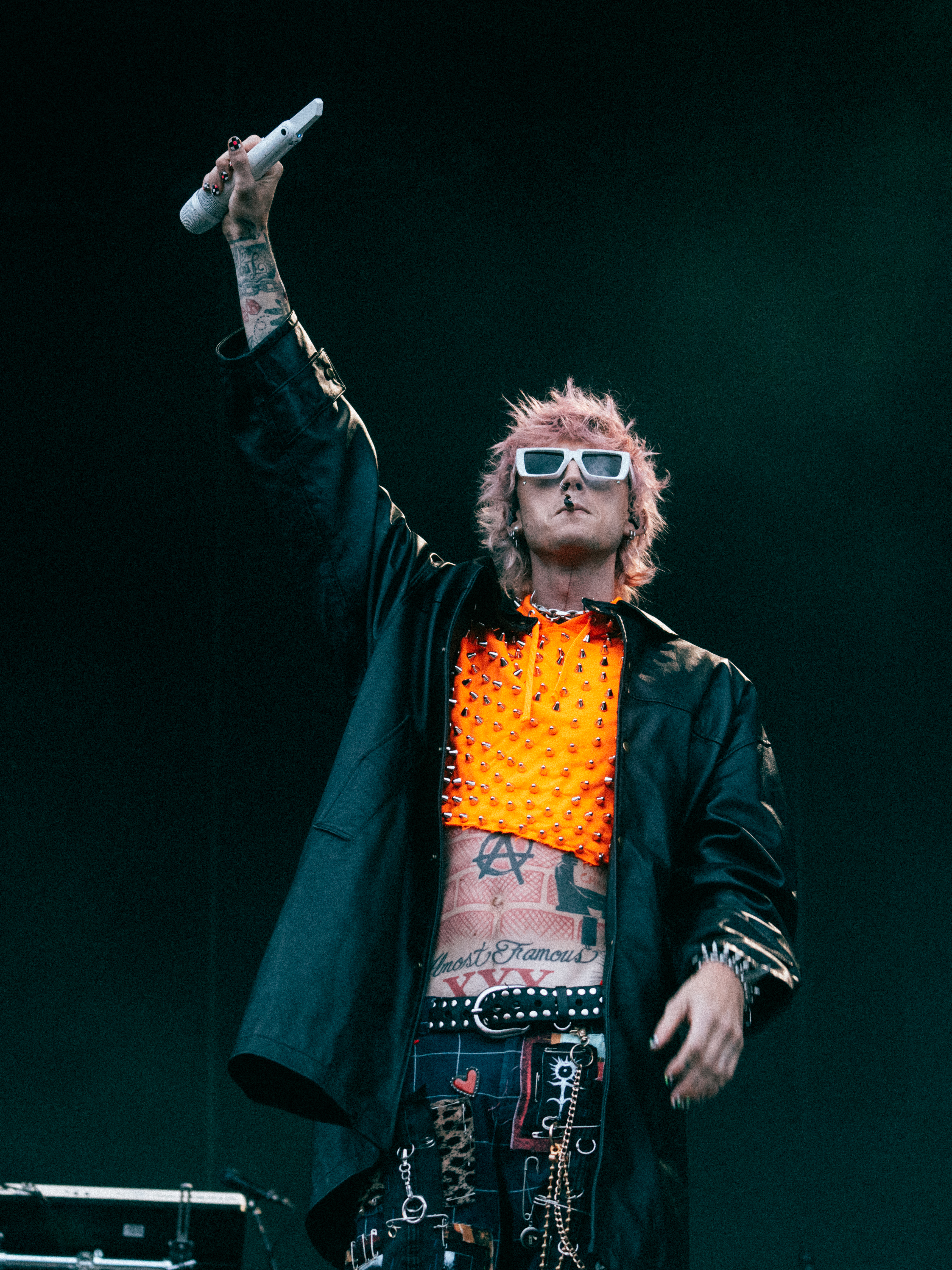
Machine Gun Kelly; * 22. April

- 22. April: Machine Gun Kelly, US-amerikanischer Rapper
- 25. April: Sofiane Pamart, französischer Pianist und Komponist
- 27. April: Will Atkinson, schottischer DJ und Musikproduzent
- 27. April: Robin Bengtsson, schwedischer Sänger
- 30. April: Laura Groeseneken, belgische Sängerin, Komponistin und Musikerin

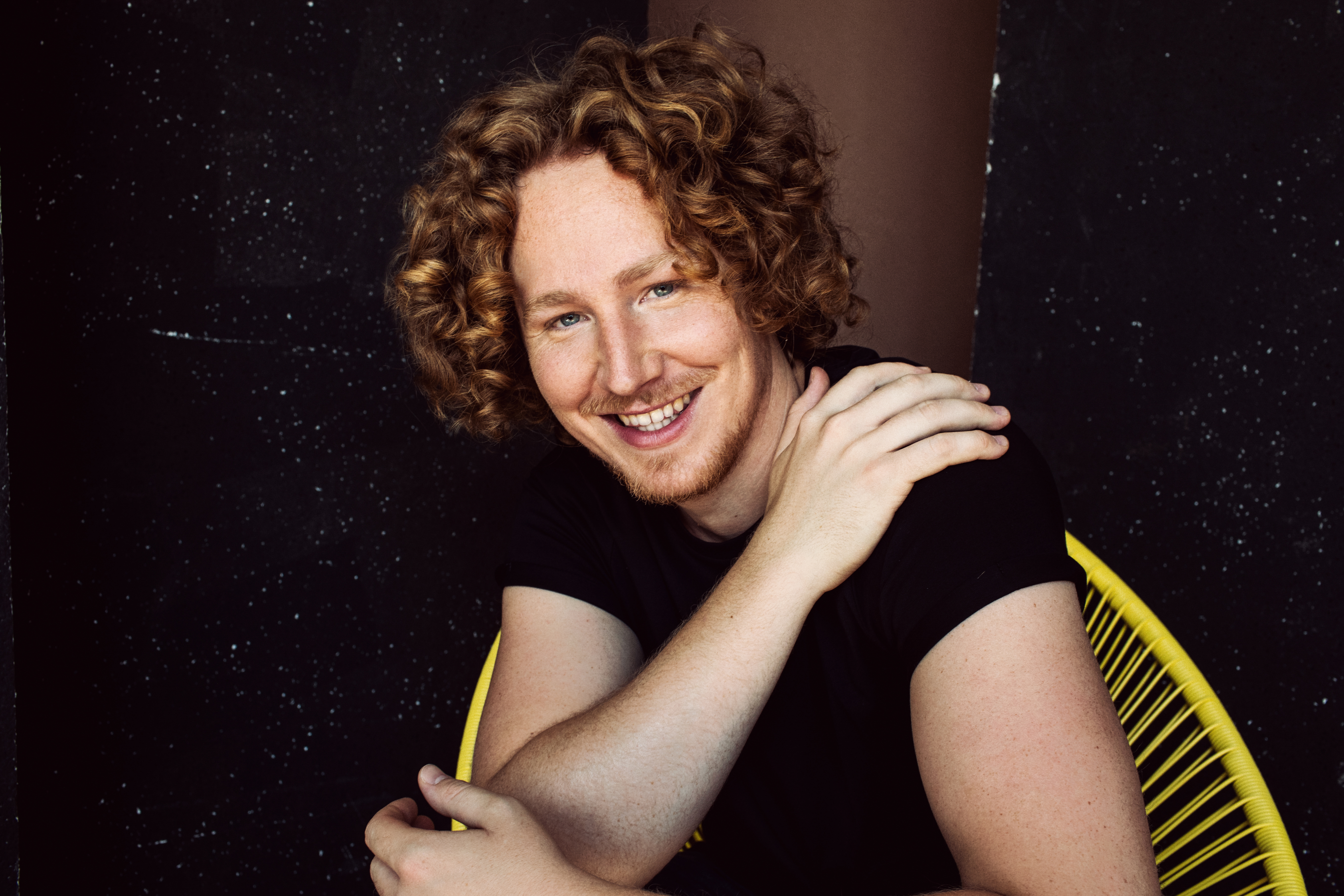
Michael Schulte; * 30. April

- 30. April: Michael Schulte, deutscher Sänger
- 30. April: Mat Zo, britischer DJ und Musikproduzent im Bereich Trance und Progressive

### Mai
- 01. Mai: Katrin Klose, deutsche Komponistin
- 02. Mai: Annemarie Eilfeld, deutsche Sängerin und Songschreiberin
- 04. Mai: Jean Cammas, chilenischer Jazzmusiker
- 09. Mai: Seppe Gebruers, belgischer Jazz- und Improvisationsmusiker
- 09. Mai: Mazibora, deutscher Songwriter und Musikproduzent
- 10. Mai: Ray Dalton, US-amerikanischer Sänger
- 16. Mai: Sermet Agartan, deutscher Musikproduzent, Komponist, Songwriter und Tontechniker
- 22. Mai: Javier Nero, US-amerikanischer Jazzmusiker
- 24. Mai: Yūya Matsushita, japanischer Sänger und Schauspieler
- 25. Mai: Emmet Cohen, US-amerikanischer Jazzmusiker
- 27. Mai: Nadine Beiler, österreichische Sängerin

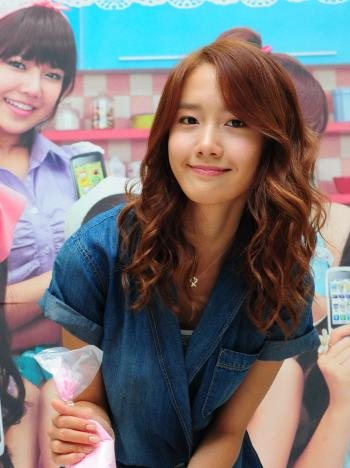
Im Yoon-a; * 30. Mai

- 30. Mai: Im Yoon-a, südkoreanische Sängerin und Schauspielerin
- 31. Mai: Nico Sallach, deutscher Metal-Sänger

### Juni

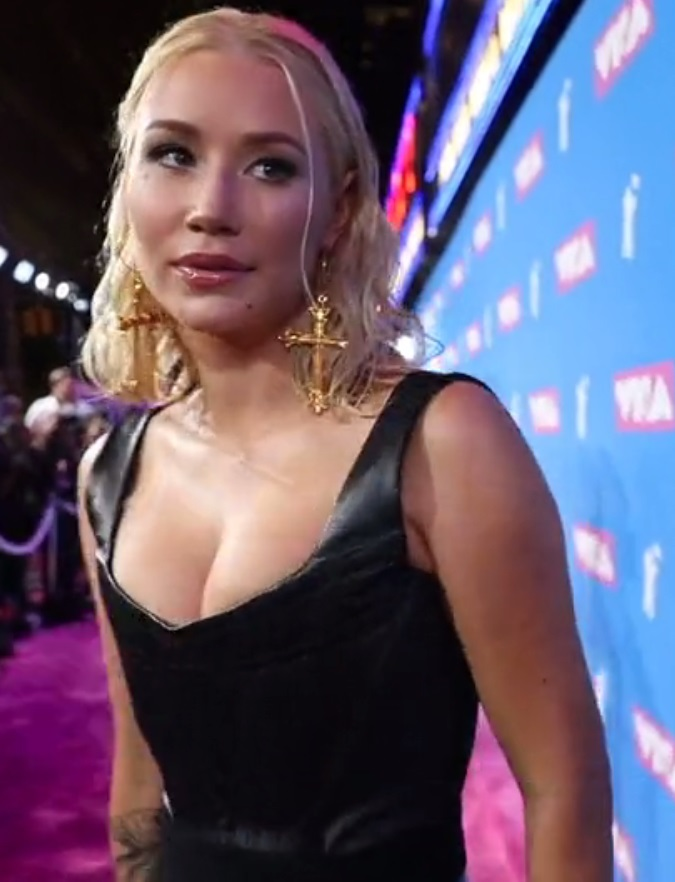
Iggy Azalea; * 7. Juni

- 07. Juni: Iggy Azalea, australische Rapperin
- 08. Juni: Johnny Franck, US-amerikanischer Rock-Sänger, Gitarrist und Musikproduzent
- 11. Juni: Oryma, italienischer Hard-Techno-DJ und Musikproduzent
- 11. Juni: Pernilla Karlsson, finnlandschwedische Sängerin
- 12. Juni: Henry Spencer, britischer Jazztrompeter
- 13. Juni: Max Johnson, US-amerikanischer Jazzbassist
- 16. Juni: İlkin Dövlətov, aserbaidschanischer Sänger
- 16. Juni: John Newman, britischer Soulsänger
- 21. Juni: Attila Gyárfás, ungarischer Jazz- und Improvisationsmusiker (Schlagzeug, Komposition)
- 29. Juni: Philipp Laude, deutsch-österreichischer Schauspieler, Sänger und Comedian
- 29. Juni: Sayuri Sugawara, japanische Sängerin
- 30. Juni: Aurelia Vișovan, rumänische Pianistin und Cembalistin

### Juli
- 02. Juli: Daichi, japanischer Musiker und Webvideoproduzent
- 02. Juli: Roman Lob, deutscher Sänger
- 06. Juli: Noh Ah-joo, koreanischer Sänger
- 07. Juli: Carstn, deutscher DJ und Produzent
- 10. Juli: Arthur Hnatek, Schweizer Schlagzeuger und Komponist
- 11. Juli: Bryan Carter, US-amerikanischer Jazzmusiker (Schlagzeug, Gesang, Komposition, Arrangement)
- 11. Juli: Achille Lauro, italienischer Rapper und Popsänger
- 11. Juli: Melissa Naschenweng, österreichische Musikerin, Volksmusik- und Schlagersängerin
- 11. Juli: Kelsey Sanders, US-amerikanische Schauspielerin, Moderatorin und Sängerin
- 11. Juli: Katie Wilson, US-amerikanische Schauspielerin, Musicaldarstellerin und Synchronsprecherin
- 15. Juli: Olly Alexander, britischer Sänger und Schauspieler
- 16. Juli: James Maslow, US-amerikanischer Schauspieler und Sänger
- 20. Juli: Nora En Pure, südafrikanisch-schweizerische DJ und Musikproduzentin
- 24. Juli: Carolin Niemczyk, deutsche Sängerin (Glasperlenspiel)
- 28. Juli: Soulja Boy, US-amerikanischer Rapper
- 29. Juli: Konrad Agnas, schwedischer Jazzmusiker (Schlagzeug, Komposition)
- 30. Juli: Martin Stosch, deutscher Sänger

### August
- 01. August: Simon Popp, deutscher Schlagzeuger und Komponist
- 10. August: Lee Sung-kyung, südkoreanische Schauspielerin, Sängerin und Model
- 11. August: Dennis Baron, deutscher Gitarrist, Sänger und Songwriter
- 11. August: Anna Scholl, deutsche Organistin, Kirchenmusikerin und Hochschullehrerin
- 24. August: Petite Noir, belgisch-kongolesischer Sänger und Songwriter
- 27. August: Taylor Mitchell, kanadische Folksängerin († 2009)
- 27. August: Soluna Samay, Schweizer Sängerin, Songwriterin und Multiinstrumentalistin
- 28. August: Luna, ukrainische Sängerin, Videoregisseurin und Model
- 30. August: Julia Jacklin, australische Singer-Songwriterin

### September
- 01. September: Mélanie René, Schweizer Sängerin
- 01. September: Ann Sophie, deutsche Sängerin und Songwriterin
- 05. September: Johan Lindvall, schwedischer Jazzmusiker (Piano, Komposition) und Autor
- 08. September: Abdul Hannan, pakistanischer Sänger und Songwriter
- 09. September: Simon Plecher, deutscher Jazzpianist
- 09. September: Haley Reinhart, US-amerikanische Sängerin

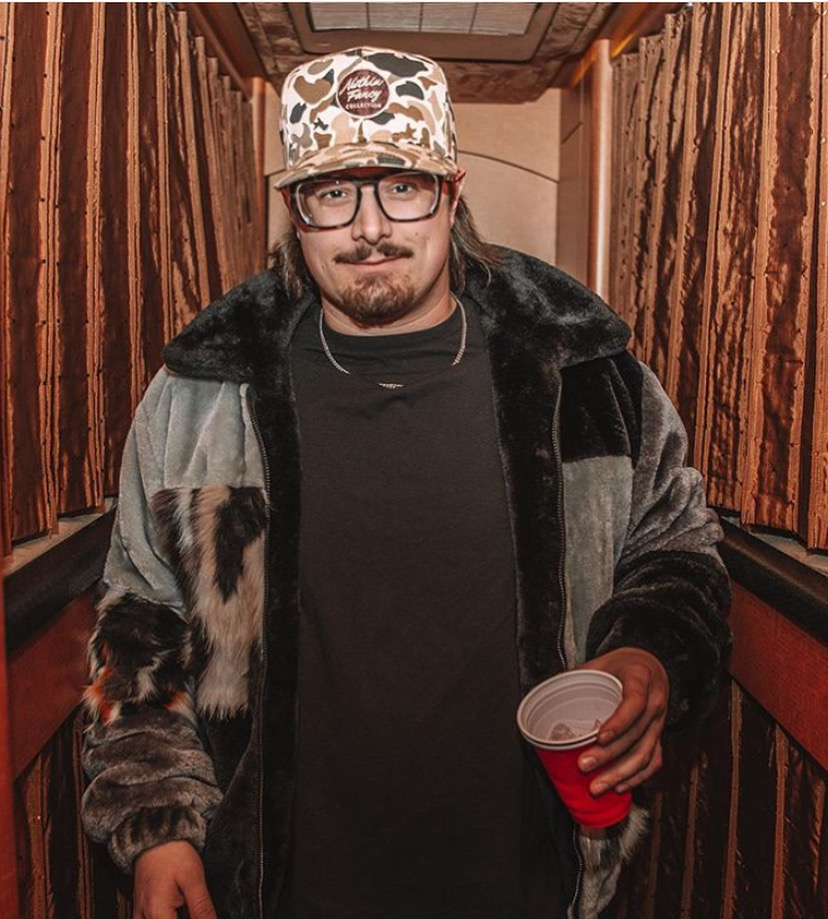
Hardy; * 13. September

- 13. September: Hardy, US-amerikanischer Sänger
- 17. September: Ellen Arkbro, schwedische Musikerin (Pfeifenorgel, Gesang, Komposition)
- 19. September: Johannes Bartholomäus Czernin, österreichischer Opern- und Konzertsänger (Tenor) sowie Librettist und (Opern-)Regisseur
- 20. September: Lyra Pramuk, US-amerikanische Sängerin, Komponistin und Performance-Künstlerin
- 22. September: Edgar Wasser, deutscher Rapper
- 27. September: Lilah Larson, US-amerikanische Musikerin und Komponistin

### Oktober
- 01. Oktober: Marina Marx, deutsche Schlagersängerin
- 01. Oktober: Elias Stemeseder, österreichischer Jazzpianist
- 04. Oktober: Nela Pocisková, slowakische Sängerin und Schauspielerin
- 11. Oktober: Behzod Abduraimov, usbekischer Pianist
- 12. Oktober: Melody, spanische Popsängerin
- 16. Oktober: Jóhanna Guðrún Jónsdóttir, isländische Sängerin
- 18. Oktober: Jules Kalmbacher, deutscher Songwriter, Musikproduzent, Filmkomponist und Unternehmer
- 21. Oktober: Jennifer Siemann, deutsche Sängerin, Schauspielerin und Tänzerin
- 23. Oktober: Paradise Oskar, finnischer Singer-Songwriter
- 24. Oktober: Sarah Elena Müller, multimediale Schweizer Autorin, Künstlerin und Musikerin
- 27. Oktober: Vinzenz Wagner, österreichischer Schauspieler und Tänzer
- 29. Oktober: Marvin Muth, deutscher Schauspieler und Rapper
- 29. Oktober: Eric Saade, schwedischer Sänger und Fernsehmoderator

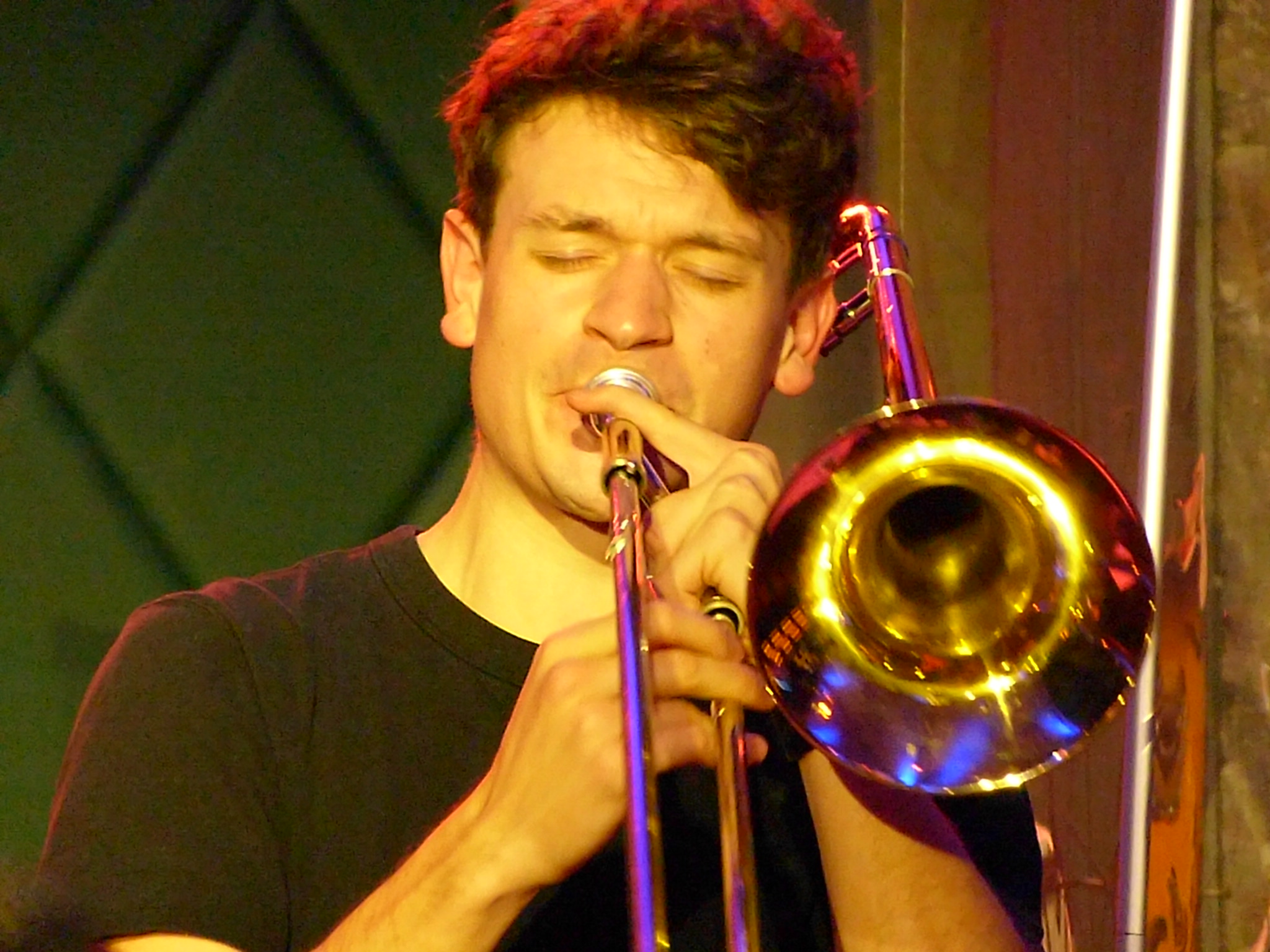
Janning Trumann; * 31. Oktober

- 31. Oktober: Janning Trumann, deutscher Jazzposaunist

### November
- 02. November: Kendall Schmidt, US-amerikanischer Schauspieler und Sänger
- 06. November: Kris Wu, kanadischer Schauspieler und Musiker
- 08. November: Denise Rosenthal, chilenische Singer-Songwriterin
- 10. November: Viktoria Leléka, ukrainische Jazz- und Weltmusikerin
- 13. November: Jibbs, US-amerikanischer Rapper
- 18. November: Julia Hornung, deutsche Bassistin und Komponistin
- 20. November: Evgeny Vinokurov, russischer Tanzsportler und Unternehmensberater
- 21. November: Mustii, belgischer Sänger und Schauspieler
- 23. November: Benny Benack III, US-amerikanischer Jazzmusiker (Trompete, Gesang, Komposition)
- 26. November: Michael Heidepriem, deutscher Jazzmusiker

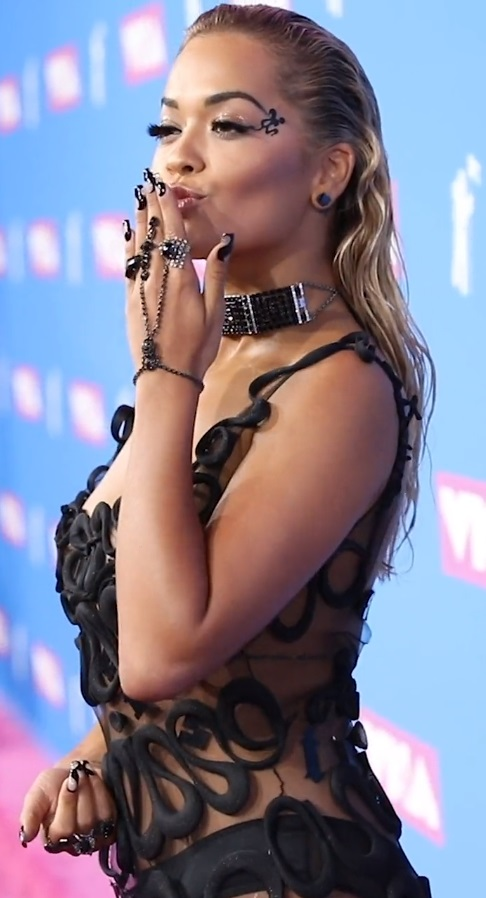
Rita Ora; * 26. November

- 26. November: Rita Ora, britische Sängerin
- 26. November: Michał Szpak, polnischer Sänger
- 27. November: Josh Dubovie, britischer Sänger

### Dezember
- 02. Dezember: Tzancă Uraganu, rumänischer Manele- und Pop-Sänger
- 03. Dezember: Toomaj Salehi, iranischer Rap-Musiker
- 08. Dezember: Kacper Smoliński, polnischer Jazzmusiker (Mundharmonika, Komposition)

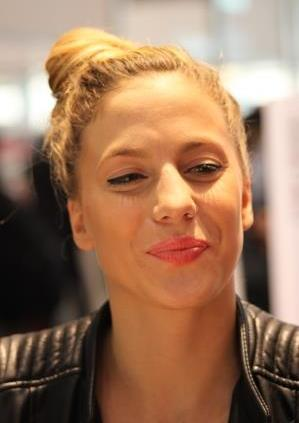
LaFee; * 9. Dezember

- 09. Dezember: LaFee, deutsche Sängerin
- 09. Dezember: Liam Mour, deutscher Musikproduzent und Filmkomponist
- 11. Dezember: Peter Primus Frosch, deutscher Jazzmusiker
- 12. Dezember: Prince Damien, deutscher Sänger
- 12. Dezember: Zi Faámelu, ukrainische Singer-Songwriterin
- 20. Dezember: Corrie Dick, britischer Jazzmusiker
- 20. Dezember: Joanna ‚JoJo‘ Levesque, US-amerikanische Sängerin
- 22. Dezember: Jean-Baptiste Maunier, französischer Sänger und Schauspieler
- 26. Dezember: Andy Biersack, US-amerikanischer Sänger
- 28. Dezember: David James Archuleta, US-amerikanischer Popsänger
- 28. Dezember: James Park, deutsch-koreanischer Opern- und Musicaldarsteller und Schauspieler

### Genaues Geburtsdatum unbekannt
- Salome Amend, deutsche Schlagzeugerin und Perkussionistin
- Matthew Aucoin, US-amerikanischer Komponist, Pianist, Dirigent und Autor
- Lisa Bales, deutsche Schauspielerin, Autorin, Tanzpädagogin und Synchronsprecherin
- Daniel Blumberg, britischer Musiker, Songwriter und Filmkomponist
- Layale Chaker, französisch-libanesische Musikerin (Geige, Komposition)
- Lukas DeRungs, deutscher Jazzmusiker (Piano, Komposition) und Beatboxer
- Stephanie Economou, US-amerikanische Film- und Videospielkomponistin
- Christian Hummer, österreichischer Musiker († 2022)
- Eva Hüster, deutsche Schauspielerin und Sängerin
- Andrej Iwanou, belarussischer Pianist
- Aaron Karl, österreichischer Schauspieler und Musiker
- Maxine Kazis, griechisch-schweizerische Sängerin und Schauspielerin
- Marthe Lea, norwegische Jazz- und Improvisationsmusikerin (Saxophon, Klarinette, Komposition)
- Felix Mildenberger, deutscher Dirigent
- Millycent, österreichische Pianistin, Sängerin und Komponistin
- Emil Miszk, polnischer Jazzmusiker (Trompete, Komposition)
- Peet Montzingo, US-amerikanische Internetpersönlichkeit, Musiker und Schriftsteller
- Marius Moritz, deutscher Jazzmusiker (Piano, Komposition)
- Neil Barry Moss, südafrikanisch-deutscher Opernregisseur, Bühnen- und Kostümbildner
- Sam Newbould, britischer Jazzmusiker (Saxophon)
- Gerhard Ornig, österreichischer Jazzmusiker (Trompete, Komposition)
- Kiri Rakete, österreichische (Kinder)-Liedermacherin
- Maria Reich, deutsche Musikerin (Geige, Bratsche) und Autorin
- Markus Rom, deutscher Jazz- und Popmusiker
- Jurijus Veklenko, litauischer Popsänger
- Yorgos Ziavras, griechischer Dirigent und Pianist

### Geboren um 1990
- Jessica Ackerley, kanadische Jazz- und Improvisationsmusikerin
- Lucas Brode, US-amerikanischer Fusion- und Improvisationsmusiker (Gitarre, Komposition)
- Jacek Chmiel, polnischer Improvisationsmusiker (Zither, Elektronik) und Klangkünstler
- Jamale Davis, US-amerikanischer Jazzmusiker (Bass)
- Pierre Demange, französischer Jazzmusiker (Schlagzeug, Komposition)
- Farida, norwegisch-algerische Sängerin und Songwriterin
- Pedro Ivo Ferreira, brasilianischer Jazz- und Improvisationsmusiker (Kontrabass, Komposition)
- Amanda Gardier, US-amerikanische Jazzmusikerin (Saxophon)
- Alexandra Ivanova, österreichische Jazzmusikerin (Piano, Komposition)
- Kim Jung-jae, südkoreanischer Improvisationsmusiker (Saxophon)
- Elma Kais, polnische Jazzmusikerin (Gesang, Komposition)
- Bill Petry, deutscher Trompeter und Komponist
- Brendan Saye, kanadischer Balletttänzer
- Yuhan Su, taiwanische Jazzmusikerin (Vibraphon)
- Maryna Zubko, deutsch-ukrainische Opernsängerin

## Gestorben

### Januar
- 01. Januar: Gitta Steiner, US-amerikanische Komponistin (* 1932)
- 02. Januar: Georg Karstädt, deutscher Musikwissenschaftler und Musikbibliothekar (* 1903)
- 03. Januar: Karl Heinz Taubert, deutscher Tanzhistoriker, Musikpädagoge und Komponist (* 1912)
- 03. Januar: Peter Van Steeden, US-amerikanischer Bandleader und Komponist (* 1904)
- 03. Januar: Ernst Widmer, schweizerisch-brasilianischer Komponist (* 1927)
- 04. Januar: Vladimir Ussachevski, russisch-US-amerikanischer Komponist (* 1911)
- 08. Januar: Andrée Aeschlimann-Rochat, Schweizer Komponistin und Pianistin (* 1900)
- 08. Januar: Georgie Auld, US-amerikanischer Jazztenorsaxophonist, Klarinettist und Bandleader (* 1919)
- 09. Januar: Buschi Niebergall, deutscher Jazz- und Improvisationsmusiker (* 1938)
- 10. Januar: Gene Phillips, US-amerikanischer Blues-Musiker (Gitarre, Gesang) (* 1915)
- 10. Januar: Liesel Schuch-Ganzel, deutsche Opernsängerin (Koloratursopranistin) (* 1891)
- 12. Januar: Gaston Crunelle, französischer Flötist und Musikpädagoge (* 1898)
- 12. Januar: Paul Amadeus Pisk, österreichisch-US-amerikanischer Musikwissenschaftler und Komponist (* 1893)
- 12. Januar: Stefan Schwer, deutscher Opernsänger (Heldentenor) (* 1902)
- 14. Januar: Hellmut Haase-Altendorf, deutscher Komponist, Dirigent und Pianist (* 1912)
- 15. Januar: Zeno Vancea, rumänischer Komponist und Musikwissenschaftler (* 1900)
- 17. Januar: Freddie Brocksieper, deutscher Jazzmusiker, Schlagzeuger und Bandleader (* 1912)
- 17. Januar: Kurt-Adolf Thelen, deutscher Sänger, Komponist und Texter (* 1911)
- 18. Januar: Melanie Appleby, britische Popsängerin (* 1966)
- 19. Januar: Pierre Barbizet, französischer Pianist und Musikpädagoge (* 1922)
- 19. Januar: Eddy Snijders, surinamischer Komponist, Dirigent und Musiker (Flöte, Klarinette, Kornett) (* 1923)
- 20. Januar: Hayedeh, iranische Sängerin (* 1942)
- 23. Januar: Allen Larkin Collins, US-amerikanischer Musiker (* 1952)
- 23. Januar: Raúl Kaplún, argentinischer Geiger, Bandleader und Tangokomponist (* 1910)
- 26. Januar: Miloslav Ištvan, tschechischer Komponist und Musikpädagoge (* 1928)
- 27. Januar: Francine Benoît, portugiesische Musikerin, Musiklehrerin, Komponistin, Dirigentin und Musikkritikerin (* 1894)
- 28. Januar: Clarence Sharpe, US-amerikanischer Jazzaltsaxophonist (* 1937)
- 30. Januar: R. Dale Butts, US-amerikanischer Komponist für Filmmusik und Arrangeur (* 1910)
- 31. Januar: Juan Francisco Giacobbe, argentinischer Komponist, Musikwissenschaftler und -pädagoge (* 1907)

### Februar
- 01. Februar: Peter Racine Fricker, britisch-amerikanischer Komponist und Musikpädagoge (* 1920)
- 02. Februar: Mel Lewis, US-amerikanischer Jazzschlagzeuger (* 1929)
- 05. Februar: King Perry, US-amerikanischer Jazz- und Rhythm-&-Blues-Musiker (Altsaxophon, Klarinette, Gesang) und Bandleader (* 1920)
- 05. Februar: Sümeyra, türkische Sängerin und Saz-Interpretin (* 1946)
- 07. Februar: Jimmy Van Heusen, US-amerikanischer Komponist (* 1913)
- 08. Februar: Katalin Karády, ungarische Schauspielerin und Sängerin (* 1910)
- 08. Februar: Del Shannon, US-amerikanischer Rock-’n’-Roll-Sänger (* 1934)
- 09. Februar: Ilse Hollweg, deutsche Opernsängerin (Koloratursopran) (* 1922)
- 10. Februar: Hans Weiner-Dillmann, österreichischer Operetten-, Wienerlied- und Schlagerkomponist (* 1903)
- 11. Februar: Helmut Bornefeld, deutscher Kirchenmusiker, Komponist, Orgelsachverständiger, Grafiker und Autor (* 1906)
- 11. Februar: Max Goldberg, kanadischer Jazztrompeter (* 1905)
- 14. Februar: Tony Holiday, deutscher Schlagersänger und Texter (* 1951)
- 14. Februar: Fritz Schulz-Reichel, deutscher Jazzpianist und Komponist (* 1912)
- 15. Februar: Guido Waldmann, deutscher Musikpädagoge, Komponist und Pianist (* 1901)
- 20. Februar: Verdina Shlonsky, ukrainisch-israelische Komponistin und Pianistin (* 1905)
- 21. Februar: Juanita Larrauri, argentinische Tangosängerin und Politikerin (* 1910)
- 21. Februar: Charly Niessen, österreichischer Komponist und Liedtexter (* 1923)
- 24. Februar: Johnnie Ray, US-amerikanischer Sänger, Pianist und Songwriter (* 1927)
- 28. Februar: Russell Jacquet, US-amerikanischer Jazz-Trompeter und Sänger (* 1917)
- 28. Februar: Manuel Sabre Marroquín, mexikanischer Pianist und Komponist (* 1914)

### März
- 02. März: Shakey Jake Harris, US-amerikanischer Bluessänger und Songschreiber (* 1921)
- 03. März: Hermann Killer, deutscher Musikwissenschaftler (* 1902)
- 03. März: Bruce Low, niederländischer Schlager- und Gospelsänger sowie Schauspieler (* 1913)
- 07. März: Claude Arrieu, französische Komponistin (* 1903)
- 07. März: Hubert Klier, österreichischer Komponist, Texter und Sänger (* 1924)
- 07. März: Rudolf Neuhaus, deutscher Dirigent (* 1914)
- 08. März: Erkki Aaltonen, finnischer Violinist, Dirigent, Komponist und Lehrer (* 1910)
- 09. März: Martial Singher, französischer Opernsänger (Bariton) und Gesangspädagoge (* 1904)
- 10. März: Bruno Bělčík, tschechoslowakischer Geiger (* 1924)
- 12. März: Héctor Ayala, argentinischer Gitarrist und Komponist (* 1914)
- 12. März: Harry South, britischer Jazzpianist, Komponist und Arrangeur (* 1929)
- 13. März: Karl Münchinger, deutscher Dirigent (* 1915)
- 14. März: Léo Souris, belgischer Jazz- und Unterhaltungsmusiker (Piano, Arrangement, Komposition) und Bandleader (* 1911)
- 16. März: Ernst Bacon, US-amerikanischer Komponist, Dirigent, Pianist und Musikpädagoge (* 1898)
- 17. März: Ric Grech, britischer Rockmusiker (Bass, Violine) (* 1946)
- 17. März: Nanette Guilford, US-amerikanische Opernsängerin (Sopran) (* 1903)
- 17. März: Jack Noren, schwedisch-US-amerikanischer Jazzschlagzeuger (* 1929)
- 19. März: Andrew Wood, US-amerikanischer Rockmusiker und Sänger (* 1966)
- 20. März: Wilhelm Neef, deutscher Filmkomponist und Dirigent (* 1916)
- 20. März: Horst Schimmelpfennig, deutscher Kino- und Konzertorganist (* 1912)
- 21. März: Tilly de Garmo, deutsch-US-amerikanische Opernsängerin (Sopran) und Gesangslehrerin (* 1888)
- 22. März: Rudolf Michl, deutscher Pianist und Dirigent (* 1906)
- 23. März: Maria Madlen Madsen, deutsche Opernsängerin (Sopran), Theater- und Fernsehschauspielerin (* 1905)
- 23. März: Jack Nathan, britischer Jazz- und Unterhaltungsmusiker (Piano, Bandleader, Komposition) (* 1910)
- 23. März: Al Sears, US-amerikanischer Bandleader und Jazztenorsaxophonist (* 1910)
- 24. März: Alice Sapritch, französische Schauspielerin und Sängerin (* 1916)
- 29. März: Alain Oulman, portugiesischer Komponist und Verleger (* 1928)

### April
- 01. April: Bracha Zefira, israelische Sängerin und Schauspielerin (* 1910)

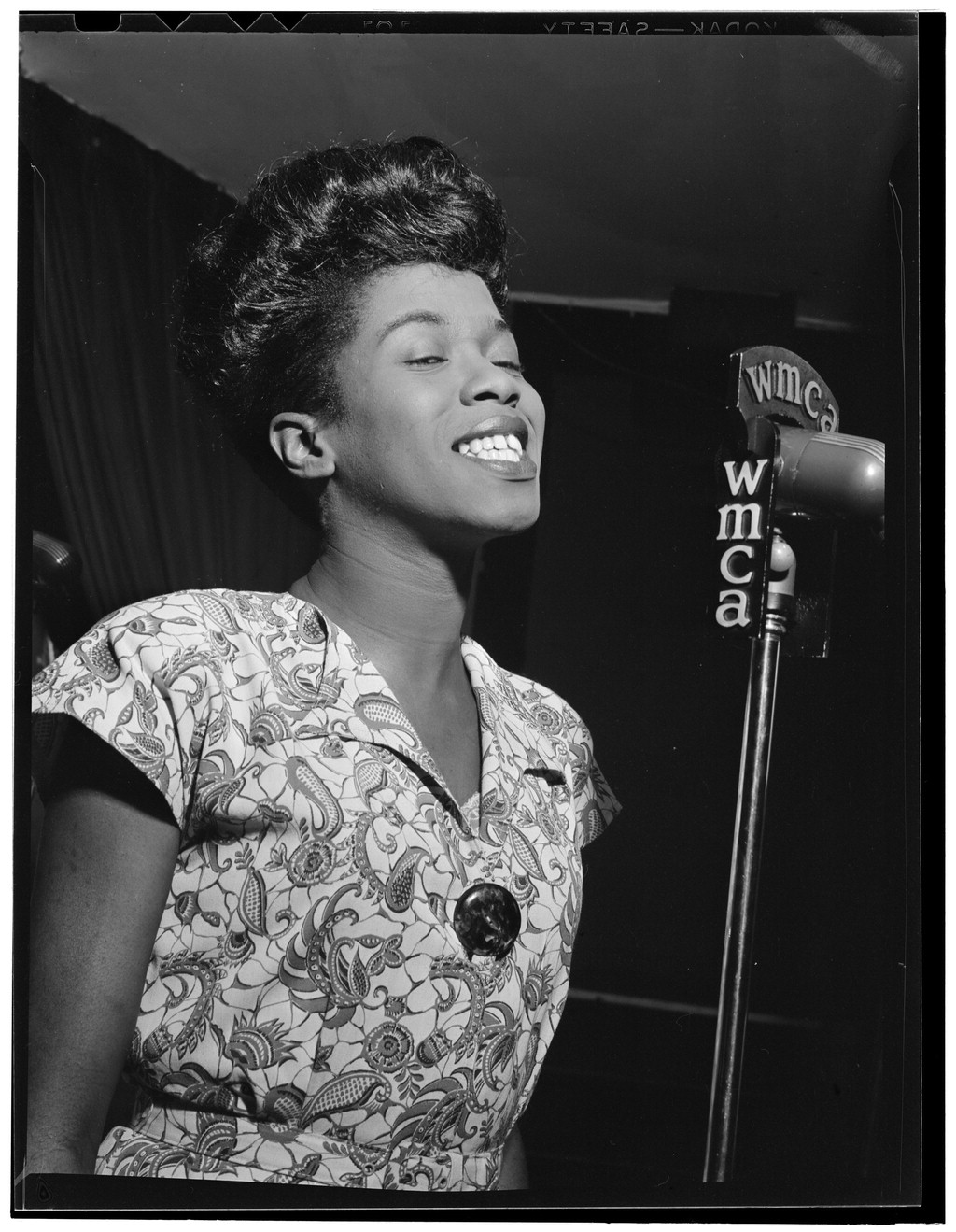
Sarah Vaughan; † 3. April

- 03. April: Sarah Vaughan, US-amerikanische Jazzsängerin und Pianistin (* 1924)
- 04. April: Paul Yoder, US-amerikanischer Komponist, Professor, Dirigent und Schlagzeuger (* 1908)
- 05. April: Louis Nelson, US-amerikanischer Jazzposaunist (* 1902)
- 07. April: Rudolf Schädler, liechtensteinischer Komponist, Holzbildhauer und Hotelier (* 1903)
- 08. April: Will Brandes, deutscher Schlagersänger (* 1928)
- 09. April: Maria Kruse, deutsche Malerin und Komponistin (* 1902)
- 11. April: Klaas Bolt, niederländischer Organist, Improvisator und Orgelsachverständiger (* 1927)
- 13. April: S. Balachander, indischer Filmschauspieler, -regisseur, -produzent und Filmmusik-Komponist (* 1927)
- 14. April: Thurston Harris, US-amerikanischer Rhythm-&-Blues-Sänger (* 1931)
- 14. April: Sabicas, spanischer Flamencogitarrist (* 1912)
- 25. April: Dexter Gordon, US-amerikanischer Tenorsaxophonist (* 1923)
- 25. April: Rufus Jones, US-amerikanischer Jazzschlagzeuger (* 1936)
- 26. April: Wesley Rose, US-amerikanischer Manager, Verlagsleiter und Musikproduzent (* 1918)
- 28. April: Lucien Gekiere, belgischer Komponist und Dirigent (* 1912)
- 29. April: Enrique Almada, uruguayischer Komiker, Schauspieler, Schriftsteller, Komponist und Musiker (* 1934)
- 29. April: Jacek Bednarek, polnischer Jazzbassist und Komponist (* 1944)
- 29. April: Sammy Lawhorn, US-amerikanischer Bluesgitarrist (* 1935)
- 30. April: Snuffy Jenkins, US-amerikanischer Old-Time-Musiker (* 1908)

### Mai
- 02. Mai: William L. Dawson, US-amerikanischer Komponist, Chorleiter und Musikpädagoge (* 1899)
- 04. Mai: Emily Remler, US-amerikanische Jazzgitarristin (* 1957)
- 05. Mai: Reginald Goodall, englischer Dirigent (* 1901)
- 06. Mai: Johnny Müller, deutscher Mundharmonikasolist, Klarinetten- und Saxophonspieler (* 1914)
- 07. Mai: Elizete Cardoso, brasilianische Sängerin (* 1920)
- 08. Mai: Luigi Nono, italienischer Komponist (* 1924)
- 09. Mai: Hans Sittner, österreichischer Jurist, Musiklehrer, Autor und Pianist (* 1903)
- 11. Mai: Hanne Wieder, deutsche Kabarettistin, Diseuse und Schauspielerin (* 1925)
- 12. Mai: Lotte Backes, deutsche Pianistin, Organistin und Komponistin (* 1901)
- 14. Mai: André Amellér, französischer Komponist, Dirigent, Musikpädagoge und Kontrabassist (* 1912)
- 15. Mai: Paula Brivkalne, lettische Opernsängerin (Sopran) (* 1907)

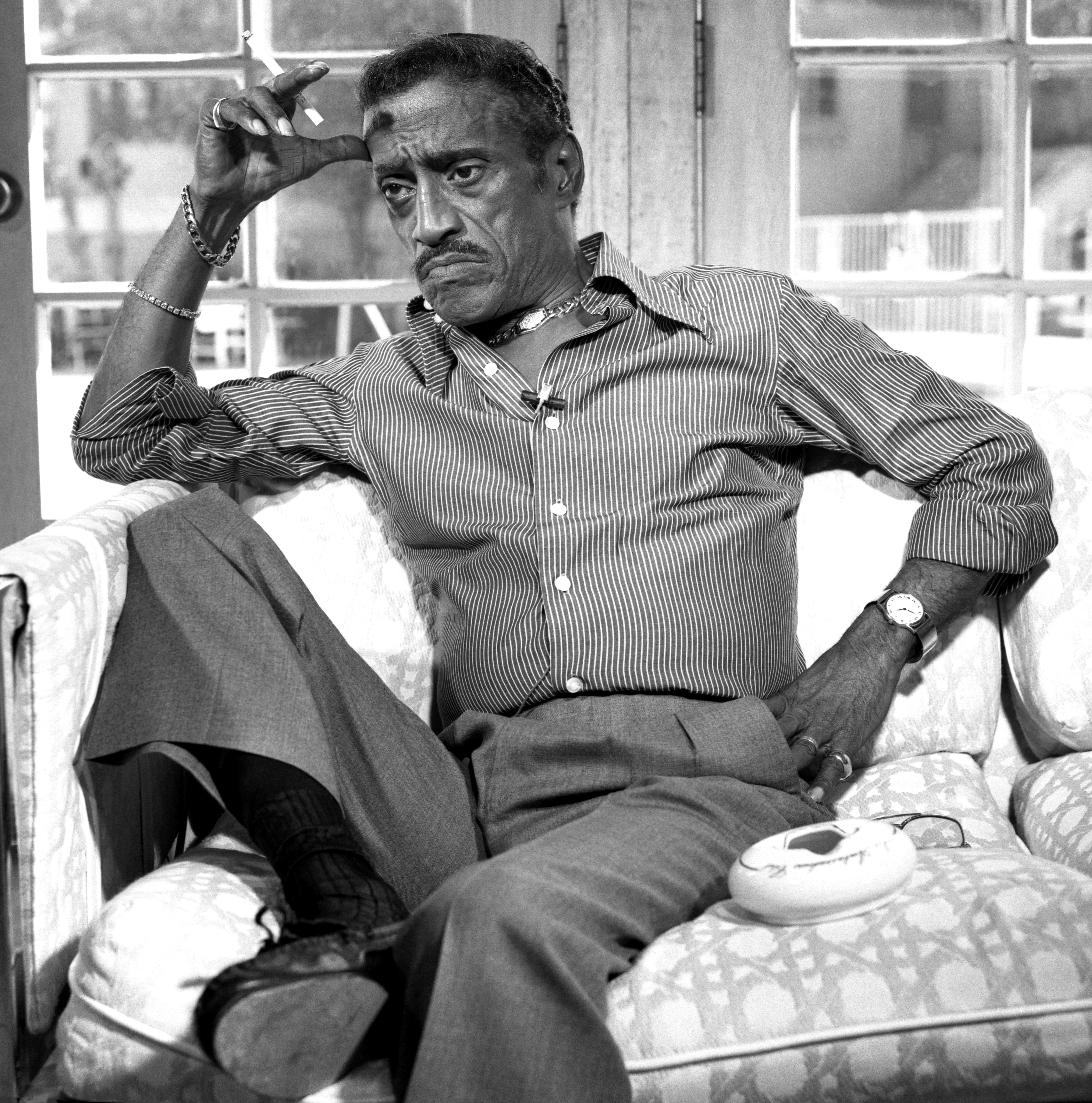
Sammy Davis Jr., † 16. Mai

- 16. Mai: Sammy Davis, Jr., US-amerikanischer Sänger, Tänzer und Schauspieler (* 1925)
- 16. Mai: Eduardo Mateo, uruguayischer Musiker und Komponist (* 1940)
- 17. Mai: Frank Wright, US-amerikanischer Jazzmusiker (Sopran- und Tenorsaxophon, Bassklarinette) (* 1935)
- 18. Mai: Eje Thelin, schwedischer Jazzposaunist (* 1938)
- 21. Mai: Morris Levy, US-amerikanischer Musikproduzent (* 1927)
- 21. Mai: Eddie Moore, US-amerikanischer Jazzschlagzeuger (* 1940)
- 23. Mai: Eduardo Adrián, argentinischer Tangosänger (* 1923)
- 26. Mai: Chris McGregor, südafrikanischer Pianist, Komponist und Bandleader (* 1936)
- 27. Mai: Takamine Mieko, japanische Filmschauspielerin und Sängerin (* 1918)
- 00. Mai: Elroy Dietzel, US-amerikanischer Rockabilly-Musiker (* 1936)

### Juni
- 01. Juni: Clyde McCoy, US-amerikanischer Trompeter und Bigband-Leader (* 1903)
- 02. Juni: Walter Davis junior, US-amerikanischer Jazzpianist, Komponist und Arrangeur (* 1932)
- 03. Juni: Stiv Bators, US-amerikanischer Musiker, Schauspieler und Songwriter (* 1949)
- 04. Juni: Friedrich Baser, deutscher Musikwissenschaftler und Musikkritiker (* 1893)
- 05. Juni: Jim Hodder, US-amerikanischer Schlagzeuger (* 1947)
- 06. Juni: Siegfried Goslich, deutscher Dirigent und Musikredakteur (* 1911)
- 06. Juni: Joe Loss, britischer Musiker und Bigband-Leader (* 1909)
- 07. Juni: Lou Blackburn, US-amerikanischer Jazzposaunist (* 1922)
- 10. Juni: Ilja Livschakoff, deutscher Geiger und Kapellmeister (* 1903)
- 10. Juni: Hubert Rostaing, französischer Klarinettist und Altsaxophonist (* 1918)
- 14. Juni: Erna Berger, deutsche Opern- und Konzertsängerin (Sopran) (* 1900)
- 21. Juni: June Christy, US-amerikanische Jazzsängerin (* 1925)
- 22. Juni: Elizabeth Harwood, britische Opern- und Oratoriensängerin (lyrischer Sopran) (* 1938)
- 25. Juni: Peggy Glanville-Hicks, australische Komponistin (* 1912)
- 28. Juni: Dudu Pukwana, südafrikanischer Jazzmusiker (Saxophonist, Pianist, Sänger und Komponist) (* 1938)
- 29. Juni: Ruud Brink, niederländischer Jazztenorsaxophonist und Klarinettist (* 1937)

### Juli
- 09. Juli: Hélène Boschi, schweizerisch-französische Pianistin (* 1917)
- 09. Juli: Sonny Dunham, US-amerikanischer Trompeter und Bigband-Leader (* 1911)
- 15. Juli: Oleg Moissejewitsch Kagan, russischer Violinvirtuose (* 1946)
- 15. Juli: Norbert Pawlicki, österreichischer Pianist und Komponist (* 1923)
- 16. Juli: Michail Lwowitsch Matussowski, sowjetischer Dichter und Liedermacher (* 1915)
- 17. Juli: Edgar Rabsch, deutscher Organist, Chorleiter und Komponist (* 1928)
- 17. Juli: Josef Schmidhuber, deutscher Chorleiter, Organist, Dirigent und Musikpädagoge (* 1924)
- 18. Juli: Sergio Hualpa, argentinischer Komponist, Pianist und Musikpädagoge (* 1941)
- 21. Juli: Vilém Přibyl, tschechischer Opernsänger (Tenor) (* 1925)
- 21. Juli: Theo Schumann, Jazz- und Tanzmusiker (Piano, Saxophon) und Bandleader (* 1935)
- 21. Juli: Joe Turner, US-amerikanischer Jazzpianist und Sänger (* 1907)
- 22. Juli: Irene Ambrus, ungarische Sängerin und Schauspielerin (* 1904)
- 22. Juli: Otmar Nussio, Schweizer Dirigent und Komponist (* 1902)
- 23. Juli: Mihály Hajdú, ungarischer Komponist (* 1909)
- 23. Juli: Bert Sommer, US-amerikanischer Musiker, Songwriter und Schauspieler (* 1949)
- 26. Juli: Georg Blädel, deutscher Volkssänger und Schauspieler (* 1906)
- 26. Juli: Brent Mydland, US-amerikanischer Keyboarder und Sänger (Grateful Dead) (* 1952)
- 28. Juli: Bobby Day, US-amerikanischer R&B-Sänger und Songwriter (* 1928)

### August
- 03. August: Eunice Katunda, brasilianische Komponistin und Pianistin (* 1915)
- 05. August: Annemarie Schlusnus, deutsche Sopranistin (* 1904)
- 06. August: Annemarie Wenner, Schweizer Sängerin und Schauspielerin (* 1909)
- 08. August: B-Doggs, US-amerikanischer Rapper (* 1970)
- 08. August: Andrzej Dobrowolski, polnischer Komponist und Musikpädagoge (* 1921)
- 10. August: Otto Seyfert, deutscher Pianist, Dirigent, Komponist und Arrangeur (* 1896)
- 12. August: Harry Leahey, US-amerikanischer Jazz-Gitarrist und Komponist (* 1935)
- 12. August: Piotr Perkowski, polnischer Komponist (* 1901)
- 12. August: Roy Williamson, Musiker und Instrumentenbauer (* 1936)
- 14. August: Lafayette Leake, US-amerikanischer Bluespianist (* 1920)
- 14. August: Chester Zardis, US-amerikanischer Jazzmusiker (Kontrabass, Tuba) (* 1900)
- 15. August: Michael-Fredrick Paul Sauka, malawischer Dichter und Komponist (* 1934)
- 15. August: Louis Vola, französischer Jazzbassist, Akkordeonist und Bandleader (* 1902)
- 15. August: Wiktor Zoi, sowjetischer Rockmusiker, Poet und Schauspieler (* 1962)
- 16. August: Zerline Erfurt, österreichische Komponistin, Geigerin, Pianistin und Musikpädagogin (* 1907)
- 17. August: Pearl Bailey, US-amerikanische Schauspielerin und Sängerin (* 1918)
- 18. August: Grethe Ingmann, dänische Sängerin (* 1938)
- 19. August: Heiner Kühner, Schweizer Organist (* 1943)
- 20. August: Maurice Gendron, französischer Cellist und Dirigent (* 1920)
- 23. August: Heinrich Keller, deutscher Hornist und Hochschullehrer (* 1918)
- 23. August: David Rose, US-amerikanischer Songwriter, Komponist und Arrangeur (* 1910)
- 26. August: Ogura Rō, japanischer Komponist und Autor (* 1916)
- 27. August: Stevie Ray Vaughan, US-amerikanischer Blues- und Bluesrock-Gitarrist bzw. -Musiker (* 1954)
- 28. August: Jean Löhe, deutscher Opernsänger (Lyrischer Tenor) (* 1901)
- 30. August: Rudolf von Oertzen, deutscher Komponist und Hochschullehrer (* 1910)
- 31. August: Gerty Molzen, deutsche Schauspielerin, Kabarettistin, Sängerin, Buchautorin und Texterin (* 1906)

### September
- 02. September: Piet Stalmeier, niederländischer Komponist, Dirigent und Musiker (* 1912)
- 03. September: Mieczysław Fogg, polnischer Chansonsänger (* 1901)
- 03. September: Betty Glamann, US-amerikanische Jazzharfenistin (* 1923)
- 06. September: Tom Fogerty, US-amerikanischer Musiker (* 1941)
- 06. September: Fernando Valenti, US-amerikanischer Cembalist (* 1926)
- 06. September: Peter van Woerden, Evangelist, Musiker, Autor und Komponist (* 1924)
- 07. September: Emilio Antonio Dublanc, argentinischer Komponist (* 1911)
- 08. September: Antonín Závodný, tschechischer Komponist (* 1922)
- 10. September: Pierre Barbaud, französischer Komponist (* 1911)
- 11. September: Max Kalki, deutscher Violinist, Konzertmeister und Kammermusiker (* 1907)
- 12. September: Johannes Ernst Köhler, deutscher Organist, Kantor und Hochschullehrer (* 1910)
- 13. September: Phil Napoleon, US-amerikanischer Jazztrompeter und Bandleader (* 1901)
- 19. September: Werner Janssen, US-amerikanischer Dirigent und Komponist (* 1899)
- 20. September: Rosa Balistreri, italienische Volkssängerin (* 1927)
- 20. September: Siegfried Behrend, deutscher Gitarrist und Komponist (* 1933)
- 22. September: Jula Koch, österreichischer Jazzmusiker (Schlagzeug) (* 1928)
- 22. September: Lalle Svensson, schwedischer Jazzmusiker (Trompete, Piano, Gesang, Ventilposaune) und bildender Künstler (* 1938)
- 24. September: Meinhard von Zallinger, österreichischer Dirigent (* 1897)
- 27. September: Matwei Isaakowitsch Blanter, sowjetischer Komponist (* 1903)
- 28. September: Zia Mohiuddin Dagar, indischer Rudra Vina-Spieler (* 1929)
- 29. September: Freddie Kohlman, US-amerikanischer Jazz-Schlagzeuger, Sänger und Bandleader (* 1918)

### Oktober
- 01. Oktober: Andrzej Krzanowski, polnischer Komponist und Akkordeonist (* 1951)
- 02. Oktober: Peter Herman Adler, österreichisch-US-amerikanischer Dirigent (* 1899)
- 02. Oktober: Mercedes Simone, argentinische Tangosängerin, -komponistin und -dichterin (* 1904)
- 03. Oktober: Hilde Langer-Rühl, niederländisch-österreichische Pianistin und Atem-, Stimm- und Bewegungslehrerin (* 1911)
- 05. Oktober: Sam Taylor, US-amerikanischer Jazz- und Rhythm-and-Blues-Musiker (Tenor- und Baritonsaxophon, Klarinette) (* 1916)
- 06. Oktober: D-Boy, US-amerikanischer Hip-Hop-Musiker (* 1967)
- 08. Oktober: Armando Moreno, argentinischer Tangosänger (* 1921)
- 08. Oktober: B. J. Wilson, britischer Rockmusiker (* 1947)
- 10. Oktober: Franco Autori, US-amerikanischer Dirigent (* 1903)
- 13. Oktober: Fritz Moeller-Schlünz, deutscher Landschaftsmaler und Sänger (Bariton) (* 1900)
- 14. Oktober: Ludwig Babinski, österreichischer Orchesterleiter, Komponist, Arrangeur, Jazzpianist (* 1909)

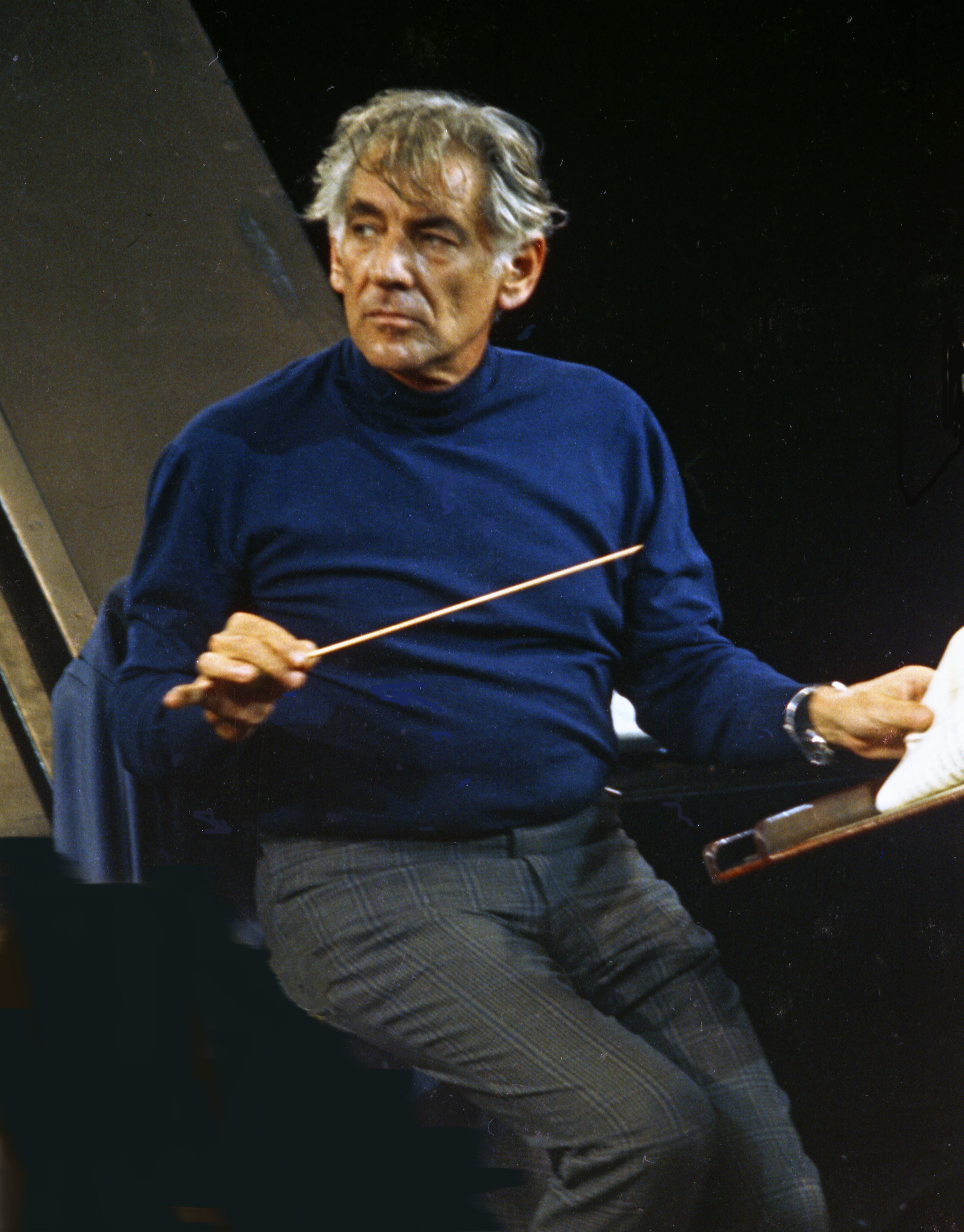
Leonard Bernstein; † 14. Oktober

- 14. Oktober: Leonard Bernstein, US-amerikanischer Komponist, Dirigent und Pianist (* 1918)
- 14. Oktober: Daniel Guilet, französisch-US-amerikanischer Geiger und Musikpädagoge (* 1899)
- 16. Oktober: Art Blakey, US-amerikanischer Jazz-Schlagzeuger und Bandleader (* 1919)
- 16. Oktober: Jorge Bolet, US-amerikanisch-kubanischer Pianist (* 1914)
- 18. Oktober: Marie, französische Chansonsängerin (* 1949)
- 19. Oktober: Otto Storr, österreichischer Schauspieler und Operettensänger (Tenorbuffo) (* 1907)
- 21. Oktober: Jo Ann Kelly, britische Blues-Sängerin und Gitarristin (* 1944)
- 21. Oktober: Lotar Olias, deutscher Komponist und Textdichter (* 1913)
- 23. Oktober: Tamara Ciobanu, moldauische Opern- und Volkssängerin (* 1914)
- 25. Oktober: Major Holley, US-amerikanischer Jazzbassist (* 1924)
- 25. Oktober: Ruth Reese, US-amerikanisch-norwegische Sängerin und Schriftstellerin (* 1921)
- 25. Oktober: Ikey Robinson, US-amerikanischer Jazzmusiker (Banjo, Gitarre, Klarinette, Gesang) (* 1904)
- 30. Oktober: Charlo, argentinischer Tangosänger, Pianist, Komponist und Schauspieler (* 1906)
- 30. Oktober: Raimund Rosenberger, deutscher Komponist, Filmkomponist, Arrangeur und Dirigent (* 1917)
- 31. Oktober: M. L. Vasanthakumari, indische Sängerin (* 1928)

### November
- 03. November: Nikolai Petrowitsch Rakow, russischer Komponist (* 1908)
- 05. November: Bobby Scott, US-amerikanischer Pianist, Vibraphonist, Sänger und Bandleader sowie Arrangeur und Songwriter (* 1937)
- 08. November: Wolfgang Schmieder, deutscher Bibliothekar und Musikwissenschaftler (* 1901)
- 10. November: Ronnie Dyson, amerikanischer Pop- und R&B-Sänger (* 1950)
- 10. November: Valdemar Söderholm, schwedischer Komponist und Musikpädagoge (* 1909)
- 11. November: Lisa Kirk, US-amerikanische Schauspielerin und Sängerin (* 1925)
- 13. November: Nico Haak, niederländischer Schlagersänger und Entertainer (* 1939)
- 14. November: Sol Kaplan, US-amerikanischer Pianist, Dirigent und Filmkomponist (* 1919)
- 16. November: Lee Castle, US-amerikanischer Jazztrompeter und Bandleader (* 1915)
- 17. November: Peter Schilperoort, niederländischer Jazzmusiker (* 1919)
- 20. November: Herbert Kegel, deutscher Dirigent (* 1920)
- 29. November: Günter Platzek, deutscher Musiker (* 1930)

### Dezember
- 01. Dezember: Simon Napier, britischer Herausgeber von Blues-Zeitschriften und Labelbetreiber (* 1939)
- 02. Dezember: Aaron Copland, US-amerikanischer Komponist (* 1900)
- 04. Dezember: V. Lakshminarayana, indischer Sänger, Geiger, Komponist und Musikpädagoge (* 1911)
- 05. Dezember: Bill Hardman, US-amerikanischer Jazztrompeter und Flügelhornist (* 1933)
- 05. Dezember: Emerson Meyers, US-amerikanischer Komponist, Pianist und Musikpädagoge (* 1910)
- 07. Dezember: Dee Clark, US-amerikanischer R&B-Sänger und Songwriter (* 1938)
- 07. Dezember: Peter Mieg, Schweizer Komponist, Maler und Publizist (* 1906)
- 08. Dezember: Boris Jewgenjewitsch Kochno, russischer Dichter, Tänzer und Librettist (* 1904)
- 10. Dezember: Yves Devernay, französischer Komponist und Organist (* 1937)
- 12. Dezember: Concha Piquer, spanische Sängerin und Schauspielerin (* 1908)
- 14. Dezember: Gunild Keetman, deutsche Komponistin und Musikpädagogin (* 1904)
- 14. Dezember: Francisco Gabilondo Soler, mexikanischer Autor, Komponist und Interpret von Kinderliedern (* 1907)
- 15. Dezember: Julio Gutiérrez, kubanischer Komponist, Dirigent und Pianist (* 1918)
- 16. Dezember: Jackie Mittoo, jamaikanischer Keyboarder und Komponist (* 1948)
- 18. Dezember: Paul Tortelier, französischer Cellist (* 1914)
- 19. Dezember: Norbert Dufourcq, französischer Musikhistoriker und Organist (* 1904)
- 21. Dezember: Anne-Marie Barat, französische Organistin (* 1948)
- 22. Dezember: Bernard Addison, US-amerikanischer Jazzgitarrist und Banjo-Spieler (* 1905)
- 22. Dezember: Joe Nay, deutscher Jazzmusiker, Komponist und Schlagzeuger (* 1934)
- 24. Dezember: Kunibert Zinner, österreichischer Bildhauer und Musiker (* 1906)
- 25. Dezember: Matsushita Shin’ichi, japanischer Komponist und Mathematiker (* 1922)
- 26. Dezember: Rolf-Hans Müller, deutscher Orchesterleiter und Komponist (* 1928)
- 27. Dezember: Əbülfət Əliyev, aserbaidschanischer Mugham- und Opernsänger (* 1930)
- 28. Dezember: Walter Burle Marx, brasilianischer Pianist, Komponist und Dirigent (* 1902)
- 28. Dezember: Erich Flinsch, deutscher Pianist und Hochschullehrer (* 1905)
- 29. Dezember: Eduard Hirnschrodt, deutscher Orgelbauer (* 1906)
- 29. Dezember: Aulikki Rautawaara, finnische Opernsängerin (Sopran) (* 1906)
- 31. Dezember: Friedel Hensch, deutsche Schlagersängerin (* 1906)
- 31. Dezember: Armand Hiebner, Schweizer Musikkritiker und Chorleiter (* 1898)

### Genaues Todesdatum unbekannt
- Bizunesh Bekele, äthiopische Sängerin (* 1936)
- Oscar Muñoz Bouffartique, kubanischer Komponist, Songwriter, Geiger, Pianist und Bandleader (* 1904)
- Francis Coppieters, belgischer Jazzpianist und Arrangeur (* 1930)
- Lowell Davidson, US-amerikanischer Jazzpianist, Bassist, Organist, Perkussionist und Komponist (* 1941)
- Rudolf Dittrich, deutscher Kammersänger (* 1903)
- Robert Donington, englischer Musikwissenschaftler und Gambist (* 1907)
- Ted Easton, niederländischer Jazzmusiker (Schlagzeug, Gesang, Arrangement) (* 1932)
- Lenelies Höhle, deutsche Opernsängerin (Koloratursopran) (* 1931)
- Editha Koffer-Ullrich, österreichische Geigerin und Musiktherapeutin (* 1904)

### Gestorben um 1990
- Blanche Talmud, US-amerikanische Tänzerin, Choreographin und Tanzpädagogin (* um 1900)